# Chester-Beatty Akbar-nāma

Akbar per Schiff auf dem Weg zum Feldzug in Bengalen

Das Chester-Beatty Akbar-nāma oder Zweite Akbar-nāma ist eine illustrierte Handschrift des Akbar-nāma, also der von Abu 'l-Fazl verfassten Dynastie- und Regierungsgeschichte des Mogulherrschers Akbar. Das Manuskript wurde um 1600 am Mogulhof in Agra angefertigt. Der größere Teil der Handschrift, nämlich der zweite Band und ein Teil des dritten Bandes mit insgesamt 61 Miniaturen, werden in der Chester Beatty Library in Dublin unter der Signatur Ms In 03. verwahrt. Daher rührt der Name Chester-Beatty Akbar-nāma. Der erste Band des Manuskriptes befindet sich in der British Library unter der Signatur Ms. Or. 12988 und enthält 39 Illustrationen. Die Handschrift ist unvollendet und reicht nur bis zum Jahre 1579. Es ist nicht bekannt, ob der Rest des Buches verlorengegangen ist oder ob es überhaupt jemals fertiggestellt wurde. Das Chester-Beatty Akbar-nāma wird auch als Zweites Akbar-nāma bezeichnet, weil es später entstanden ist als das Erste oder Victoria-and-Albert-Akbar-nāma.
Der am Mogulhof hoch geschätzte Kalligraph Muhammad Husain Kaschmīrī, der von Akbar mit dem Titel Zarrīn Qalam (persisch für „Goldener Stift“) ausgezeichnet worden war, hat das Werk kopiert. Das verzierte Kopfstück auf Folio 1v und die Illuminationen auf dem Rand derselben Seite stammen von Ustad Mansur. Etwa 25 Maler waren an der Illustration beteiligt, von denen neben Mansur auch Laʿl, Sūrdās und Dharmadāsa bereits aus früheren Handschriften bekannt sind. Eine neue Generation von Künstlern, zu denen Manohar, Govardhan und Daulat gehören, sie alle Söhne von Malern des Mogulateliers, treten in dieser Handschrift sehr deutlich neben die alten Meister.
Das Chester-Beatty Akbar-nāma ist die letzte historische Handschrift aus Akbars Regierungszeit. Es vereinigt in sich verschiedene Malstile, die einerseits aus den exquisiten Manuskripten der späten 1590er Jahre bekannt sind, andererseits aber schon Merkmale der frühen Jahangir-Zeit tragen. Das Zweite Akbar-nāma steht also gleichsam auf der Schwelle zu einer neuen Ästhetik in der Mogulmalerei. Es bildet überdies einen Kulminationspunkt in dem langjährigen Bestreben der Künstler, die dargestellten Personen zu porträtieren und dadurch zugleich stärker zu individualisieren.
In den frühen Jahren des 20. Jahrhunderts sind die beiden Bände des Zweiten Akbar-nāma nach Europa gelangt. In Paris hat der berüchtigte Kunsthändler George Demotte mit dem Ziel der Gewinnmaximierung zahlreiche Bilder aus den Bänden herausgelöst und einzeln verkauft. Einige davon hat er außerdem aus ihren Folios herausgeschnitten und auf Dekorrahmen aus dem Farhang-i Jahāngīrī, einem Mogul-Lexikon von 1608, geklebt, um damit die Attraktivität der Bilder zu steigern. Diese Seiten finden sich heute in Sammlungen auf der ganzen Welt.

## Äußere Gestalt

Hinrichtung von Abu'l Maʿali 1564 in Kabul. Rahmen von einem Farhang-i Jahāngīrī.

Die Anordnung des Textes entspricht, anders als beim Victoria-and-Albert-Akbar-nāma, der endgültigen Unterteilung des Akbar-nāma in drei Bände. Eine Nummerierung in Rot innerhalb der Textfelder reicht bis 511. Der Teilband in der British Library besitzt noch 163, der in der Chester Beatty 271 Blätter. Es wurde folglich ein beträchtlicher Teil der Folios entnommen. Beiden Teilbänden gemeinsam ist die Größe des Schriftfeldes mit etwa 24 × 12,5 cm. Es umfasst 22 Zeilen und wird von roten, grünen, blauen und goldenen Linien umrahmt. Der Text ist im Duktus des Nastaʿlīq geschrieben. Die Größe der Illustrationen entspricht in etwa der des Schriftfeldes. Sofern die Bilder von Textzeilen begleitet werden, sind sie entsprechend kleiner. Ihr Format unterscheidet sich also von dem des deutlich größeren Victoria-and-Albert-Akbar-nāma, das ein durchschnittliches Bildmaß von 32,5 × 19,5 cm aufweist. Anders als in der früheren Handschrift werden keine Textblöcke in die Miniaturen eingeschoben. Wenn sich die Illustrationen den Raum mit Textzeilen teilen müssen, stehen diese ober- und/oder unterhalb des Bildes.

### Der Band in der British Library
Im ersten Teil behandelt der Autor Abu 'l-Fazl Akbars Vorfahren von Adam bis Humayun. Dieser Band ist im Besitz der British Library. Er umfasst 163 von ehemals 176 Folios, in denen noch 39 von ehemals 52 Illustrationen und zwei dekorative Eröffnungsseiten enthalten sind. Die Folios haben eine durchschnittliche Größe von 40,5 × 27,5 cm. Der bemalte Lackeinband ist im Qadscharenreich entstanden und trägt die Jahreszahl 1249 (1833/4). Es war wahrscheinlich bei dieser Neubindung im 19. Jahrhundert, dass insgesamt sieben Folios vertauscht worden sind.

### Der Band in der Chester Beatty Library
Das zweite Buch dieses Akbar-nāma, das mit der Thronbesteigung Akbars 1556 beginnt und mit dem Jahr 1572 endet, sowie ein kleiner Teil des dritten Buches bis zum Jahre 1579 werden in der Chester Beatty Library in Dublin aufbewahrt. Die 271 Folios, alle in einem Band zusammengebunden, enthielten beim Kauf von Sir Alfred Chester Beatty nur noch 61 Miniaturen. Insgesamt 59 Bilder waren zuvor aus der Handschrift herausgelöst und einzeln verkauft worden.
Der Beginn von Band 2 (Fol. 1v) und der von Band 3 (Fol. 177v) ist durch je eine Schmuckseite gekennzeichnet. In der Chester Beatty Library hat man von den 61 Illustrationen 58 aus der Handschrift entfernt; sie werden einzeln ausgestellt. Nur drei Bilder (Fol. 177r, 212r und 212v) sind im Manuskript verblieben.
Der Chester-Beatty-Teil des 2. Akbar-nāma ist nach Einschätzung von Linda Leach im 18. Jahrhundert von Muhammad Zamān ʿAbbāsī, der im Inneren des Vorderdeckels signiert, neu eingebunden worden. Bei dieser Gelegenheit habe man auch die Folios neu eingerahmt. Sie weisen nun eine Größe von 43 × 26 cm auf. Der Ledereinband zeigt Szenen mit Rehen, Löwen, Kranichen und anderen Tieren in einer Landschaft.
Sieben einzelne Miniaturen des Zweiten Akbar-nāma erstand Chester Beatty bei späteren Gelegenheiten. Sie alle wurden von dem Kunsthändler George Joseph Demotte (1877–1923) mit Rahmen aus dem mogulzeitlichen Lexikon Farhang-i Jahāngīrī versehen und haben einschließlich Umrandung eine Größe von durchschnittlich 34,2 × 22,4 cm. Zahlreiche Museen und private Sammler besitzen weitere Bilder des 2. Akbar-nāma.

## Die Datierung des Manuskripts und andere Jahresangaben

Chester Beatty Library: Welches Jahr ist gemeint – 42 oder 47 (1597/98 oder 1602/03)?

British Library: Welche Jahreszahl soll das sein – 40, 42 oder 47 (1596, 1598 oder 1603)?

Über die Frage der Datierung gehen die Meinungen der Fachleute auseinander. Die Handschrift besitzt kein Kolophon, das eindeutig über die Entstehungszeit Auskunft geben könnte. Auf Folio 134v im Band der British Library befindet sich jedoch eine Inschrift, aus der G. M. Meredith-Owens erstmals das Ilāhī-Jahr 47 gelesen hat, also das 47. Regierungsjahr Akbars (1602-03). Man hat deshalb lange Zeit allgemein angenommen, dass das Zweite Akbar-nāma um 1602–1603 entstanden ist. Im Jahre 1987 hat John Seyller jedoch eine weitere Datumsangabe in der Chester Beatty-Handschrift entdeckt und die bereits bekannte im Band der British Library neu übersetzt. Die undeutlich geschriebene Jahreszahl auf Fol. 134v hat er als 40 oder 42 interpretiert und die in der Chester Beatty Library auf Fol. 27v (Ms In 03.27) als Ilāhī-Jahr 42. Daraus ergab sich eine frühere Datierung in die Zeit von 1596 bis 1598. Ein Teil der Fachwelt folgt Seyllers Datierung, ein anderer verortet die Handschrift weiterhin in das Jahr 1602–1603.
Jahresangaben aus späterer Zeit zusammen mit einem Hinweis auf den Schreiber befinden sich auf Fol. 1r des ersten Bandes. Dort konstatiert ein Autograph von Jahangir, dass das Buch am 3. Februar 1619 (17. Safar 1028) vollendet wurde. Auf demselben Blatt teilt eine Notiz von Shah Jahan mit, dass das Buch am Tag seiner Thronbesteigung im Jahre 1037/1628 in die kaiserliche Bibliothek übernommen wurde. Beide Inschriften sind aufgrund von Reparaturen heute überklebt und lassen sich nur unter Infrarotlicht lesen.

## Der Weg über Persien nach Europa
Das Zweite Akbar-nāma gelangte, vermutlich nach der Plünderung Delhis 1739 durch Nader Shah, nach Persien. Dort wurden Schäden an der Handschrift ausgebessert und die beiden Teile des Manuskriptes danach mit neuen Einbänden versehen. Wie genau die Bände schließlich nach Europa und in die Hände des zwielichtigen Kunsthändlers George J. Demotte gekommen sind, lässt sich nicht sicher bestimmen. Ihr Weg war wahrscheinlich ähnlich wie der des berühmten Großen Ilkhanidischen Shāhnāma von ca. 1330, das ebenfalls durch die Hände von Demotte gegangen ist und dadurch schwersten Schaden genommen hat. Dieses Shāhnāma hatte sich ehemals im Besitz der königlich-kadscharischen Bibliothek befunden, war aber, wie auch mehrere andere Handschriften, von Mitgliedern des königlichen Haushaltes verkauft worden, die damit ihr Budget aufgebessert haben. Seit 1908 sind zumindest einige dieser Handschriften von Shemavan Malayan, einem Schwager von Hagop Kevorkian, in Teheran angekauft und dann vor allem über Demotte in den westlichen Kunsthandel gebracht worden.

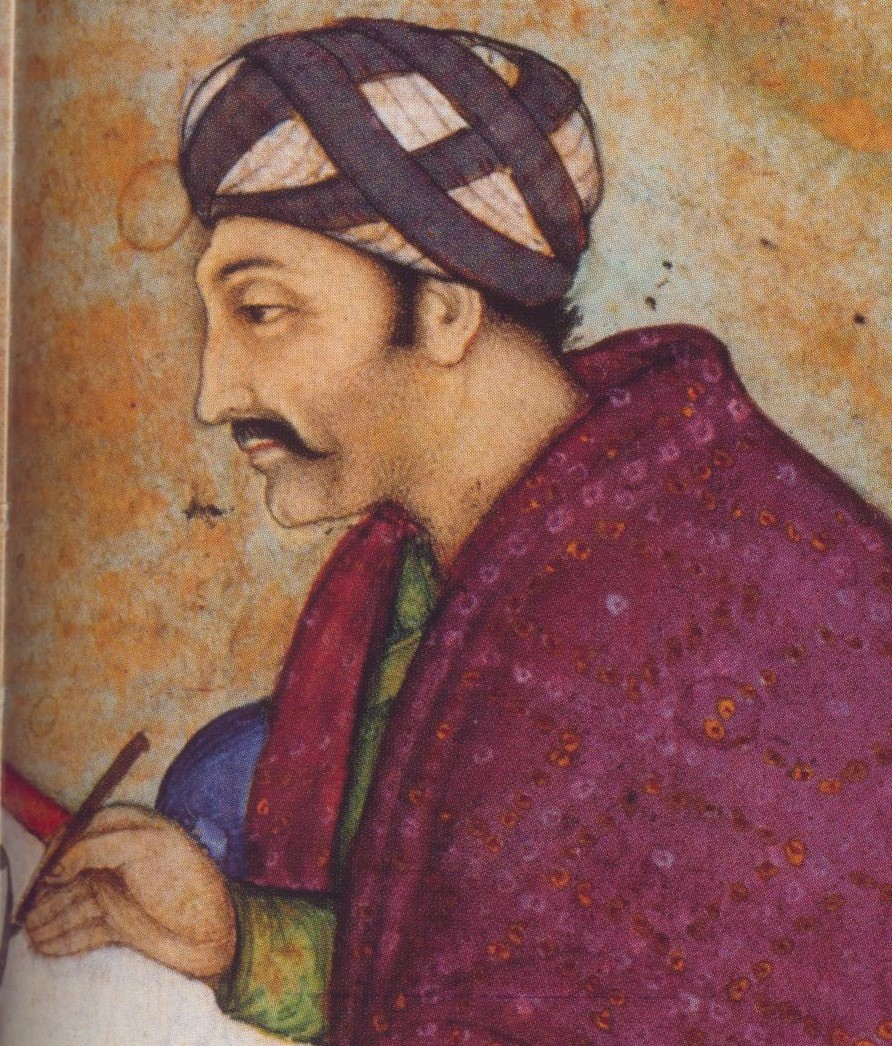
Der Kalligraph Muhammad Husain Zarrin Qalam, ca. 1582

Auch das Zweite Akbar-nāma war zunächst im Besitz von Georges Demotte und gehörte spätestens seit 1912 dem Londoner Buchhändler Bernard Alfred Quaritch, der das Geschäft seines Vaters Bernard Quaritch weiterführte. Nach einer Ausstellung durch den Buchhändler im Jahre 1912 war Band 1 erst 1966, nach dem Ankauf des Werkes durch die British Library, wieder öffentlich zu sehen. Band 2 und den kleinen Teil von Band 3 hatte Chester Beatty bereits 1923 von Quaritch erworben.

## Der Kalligraph
Aus Jahangirs Notiz auf Folio 1r des ersten Bandes geht hervor, dass der Kalligraph Muhammad Husain al-Kashmīrī mit der Niederschrift des Zweiten Akbar-nāma betraut war. Muhammad Husain gehörte zu den am meisten geschätzten Kalligraphen am Mogulhof. Seinen Ehrentitel Zarrīn Qalam (Goldstift) hatte Akbar ihm verliehen. Abu 'l-Fazl erwähnt ihn im Āʾīn-i Akbarī. Zu den von Muhammad Husain kopierten Werken, die alle im Duktus des Nastaʿlīq geschrieben sind, gehört neben anderen das Gulistān von Saʿdī (RAS Persian 258).

## Die Randgestaltung der Eröffnungsseiten
Alle Folios der Handschrift sind sichtbar nachträglich mit neuen, besonders breiten Rändern versehen worden. Zumindest für den Band in der British Library muss das auf jeden Fall vor 1619 geschehen sein, denn die erwähnte Notiz Jahangirs auf Fol. 1r erstreckt sich bis über den Rand und datiert vom 3. Februar 1619 (17. Safar 1028). Ein Manuskript so bald nach seiner Fertigstellung neu zu rahmen ist eher ungewöhnlich. Jeremiah Losty (1945–2021) ging davon aus, dass es umfangreiche Pläne für eine neue Randgestaltung gab, nachdem bereits ein großer Teil der Handschrift fertig war. Das Projekt kam aber, wahrscheinlich durch den Tod Akbars, unerwartet früh zum Erliegen, so dass nicht mehr als die erste Doppelseite, Fol. 1v–2r mit Randillustrationen verziert werden konnte. Diese wird auf etwa 1605 datiert. Losty hält eine Entstehung unter Jahangir für unwahrscheinlich. Dieser hatte Abu 'l-Fazl 1602 ermorden lassen und vermutlich kein Interesse, das Werk seines Erzfeindes durch aufwendige Illustrationen aufzuwerten. Die Datierung auf 1605 ist aber letztlich nur eine Vermutung. Eine spätere Entstehung in den ersten Jahren nach dem Thronwechsel kann nicht ausgeschlossen werden.

### Folio 1v von Mansur
Folio 1v zeigt ein kunstvolles Kopfstück über dem Textfeld. Am Farbton des Papiers ist erkennbar, dass diese Illumination bereits vor der Neuumrandung entstanden ist. Auf der Umrahmung sind Landschaftselemente mit Pflanzen, Tieren und Menschen in Gold zu sehen. Ganz oben sitzt ein Betender auf einer Bodenerhebung unter einem kleinen Baum. Er hält eine Gebetskette und ist in Andacht versunken. Ihm zugewandt steht weiter unten ein Mann mit einem Buch in der Hand. Drei weitere Männer haben sich in der Landschaft niedergelassen, die sich über den rechten Rand in Höhe des Textfeldes erstreckt. Ihre Kleidung und zum Teil auch ihre Gesichter sind mit blassen Farbtönen versehen. Eine winzige Signatur auf der rechten Interkolumnie identifiziert die Seite als „Werk von Mansur“ (ʿamal-i Mansūr). Dieser Maler ist nach neueren Erkenntnissen nicht nur, wie man früher dachte, für das illuminierte Kopfstück verantwortlich, sondern auch für die Illustration im Rahmenbereich. Er setzt hier die Art der Randgestaltung fort, die im größeren Umfang erstmals in den poetischen Handschriften aus der Zeit von 1595 bis 1598, zum Beispiel einer Khamsa von Nizami, bekannt ist. Von Mansur stammt auch die Eröffnungsseite im Ersten Akbar-nāma.

### Folio 2r von Daulat
Auf der linken Eröffnungsseite, Folio 2r, finden sich ebenfalls Landschaftsdarstellungen in Gold, die von Menschen und Engeln belebt sind. Ganz oben schweben zwei Engel, von denen einer die timuridische Krone herabbringt, der andere eine Schale, deren Inhalt als Flammen des göttlichen Lichtes gedeutet werden. Ein Betender, der am linken Rand kniet, blickt zu den Engeln hinauf. Ein geöffnetes Buch liegt vor ihm. Am unteren Rand hockt rechts ein Derwisch, ebenfalls mit einem aufgeschlagenen Buch vor sich, während links ein junger Mann eine Wasserflasche herbeibringt. Die Randgestaltung ist gewiss mit Bezug zum begleitenden Text gewählt worden. Dieser ist schwer zu illustrieren, denn darin geht es um die Bedeutung der Sprache und die Unmöglichkeit, die Erhabenheit Gottes auch nur zu erfassen, geschweige denn, dafür passende Worte zu finden. Der wahrhaft Weise, der im Herzen das unbegreifliche Wesen Gottes ahnt, ziehe es vor, zu schweigen. Im weiteren Verlauf des Textes wird Akbar schließlich selbst als gottgleiches Wesen geschildert.
Die Figuren auf diesem Blatt sind, anders als auf der gegenüberliegenden Seite, mit kräftigen Farben koloriert – eine Neuerung. Ebensolche Figuren finden sich auch auf Rändern der Jahangir-Alben, die in der Zeit von 1605 bis 1608 von dem Maler Daulat signiert wurden. Die Annahme liegt deshalb nahe, dass auch Folio 2r von Daulat stammt.
Bei Akbars Tod muss sich das Manuskript noch in den höfischen Werkstätten befunden haben. Möglicherweise war für die Maler nicht klar, wie damit zu verfahren war, so dass das unvollendete Werk einige Jahre dort gelegen hat. Ob in dieser Zeit irgendwelche Arbeiten daran ausgeführt wurden und wenn ja, welche, lässt sich nicht mit Sicherheit bestimmen. Ausnahme ist der Rand einer Doppelseite, Fol. 55v-56r, der aus unbekanntem Grund mit stilisierten goldenen Blumen – Hibiskus, Iris und Mohn – dekoriert wurde. Stilistische Ähnlichkeiten mit anderen Handschriften lassen vermuten, dass diese Ausgestaltung aus der Zeit um 1615 stammt. Erst nach weiteren vier Jahren ist das Buch Jahangir vorgelegt worden. In seiner Inschrift von 1619 erklärt er die Arbeiten an dem Manuskript endgültig für abgeschlossen und bestimmt den Eingang in die kaiserliche Bibliothek.

## Die Maler

Sultan Bahadur versucht, sich vor den Portugiesen zu retten, 1537. Maler: Laʿl

Anders als bei den anderen historischen Mogul-Handschriften wurden die Illustrationen zum Chester-Beatty Akbar-nāma im Wesentlichen nicht von einem Team von Malern, sondern von einzelnen Künstlern angefertigt. Dieselben Künstler, die sich um die farbliche Ausgestaltung (ʿamal) kümmerten, hatten vorher selbst das Bild entworfen (ṭarḥ). Lediglich für die Gesichter wichtiger Persönlichkeiten kamen ab und an zusätzliche Spezialisten zum Einsatz. Die Namen der Maler, die unterhalb der Bilder vermerkt waren, wurden bei der oben erwähnte Neurahmung übernommen. Dennoch sind heute viele Bilder nicht zuordenbar, weil sie von Demotte ausgeschnitten wurden und die Namen damit verlorengegangen sind. Die genaue Anzahl der Beteiligten lässt sich daher heute nicht mehr ermitteln. Soweit bekannt, waren 25 Künstler im Einsatz.
Zu den wichtigsten Malern gehört Laʿl, der schon im Ersten Akbar-nāma die meisten Kompositionen beigesteuert hat. Mit mindestens 20 Bildern steht er auch hier an der ersten Stelle der Beiträger. Sein Sohn Daulat, der seit etwa 1598 aktiv ist, hat nicht nur die Randillustrationen auf Fol. 2r angefertigt, sondern noch drei weitere Miniaturen.
Der Generationswechsel im Zweiten Akbar-nāma ist auch bei weiteren Malerfamilien zu beobachten. So war zum Beispiel Basawan nicht mehr im Team. Er ist, wahrscheinlich aus Altersgründen, seit 1598 nicht mehr im Mogulatelier nachweisbar. Dass ein Meister seines Kalibers nicht unter den Künstlern des Zweiten Akbar-nāma ist, wertet Linda Leach als wichtiges Indiz gegen eine Datierung der Handschrift auf 1596–98. Wäre sie zu dieser Zeit entstanden, hätte er, so argumentiert sie, als einer der bedeutendsten Maler im kaiserlichen Atelier, gewiss an der Gestaltung dieses Buches teilgenommen. Stattdessen erlangt nun sein Sohn Manohar größere Bedeutung. Im Ersten Akbar-nāma war er nur bei einem Bild (Nr. 155) für die Koloration verantwortlich. Hier ist er nun mit mindestens fünf Miniaturen vertreten und zeichnet außerdem in einem Bild für seinen Kollegen Farrukh Chela die Gesichter der wichtigen Persönlichkeiten.
Govardhan, Sohn des weniger prominenten Malers Bhavani Das, tritt hier erstmalig in Erscheinung und gestaltet gleich fünf Miniaturen, zwei davon im nīm-qalam-Stil. In seiner Teilnahme sieht Linda Leach ein weiteres Argument gegen eine frühere Datierung. Würde die Handschrift nämlich von 1596–98 stammen, wäre nicht erklärbar, so Leach, warum Govardhans Name in allen anderen illustrierten Handschriften der späten 1590er fehlt.
Zu den altgedienten Malern, die am Zweiten Akbar-nāma beteiligt sind, gehört Dharm Das. Er war schon bei der Illustration des Dārāb-nāma dabei und hat im Ersten Akbar-nāma fünf Bilder als Kolorist ausgestaltet. Er hat seine Fähigkeiten im Laufe der Zeit perfektioniert und steuert hier mindestens elf Miniaturen bei.

## Die Illustrationen

### Bildzählungen

Die drei Zahlenfolgen an den Bildrändern zeigen, dass bei jeder Zählung weitere Bilder fehlten.

Die Illustrationen im ersten Band werden von insgesamt drei Nummernfolgen außerhalb des Rahmens begleitet: eine rote indische Nummer unten am linken Bildrand, eine weitere rechts außen an der Unterkante und drittens eine mit Bleistift geschriebene arabische Zahl etwa in der Mitte unter der Miniatur. Diese Nummerierungen bezeugen den sukzessiven Schwund der Bilder. Die früheste Zählung ist die auf der rechten Seite, die bis 50 reicht. Zu diesem Zeitpunkt fehlten bereits die Bilder 18 und 29. Als die zweite Zahlenfolge links neben den Illustrationen hinzugefügt wurde, waren vier weitere Bildseiten verschwunden, nämlich 4, 5, 43 und 50, so dass nur noch 46 Miniaturen gezählt werden konnten. Bei der Inventarisierung in der British Library kam schließlich die letzte Nummernfolge in der Mitte dazu. Da in der Zwischenzeit weitere sieben Folios die Handschrift verlassen hatten, reicht diese Zählung nur noch bis 39.
Im zweiten Band waren bei der ersten Zählung noch alle 120 Illustrationen vorhanden, bei der zweiten Zählung zeigte sich der Verlust von fünf Miniaturen. Da es heute nur noch 61 Bildseiten im Chester-Beatty-Teil des Zweiten Akbar-nāma gibt, müssen weitere 54 zu späterer Zeit entnommen worden sein. Dazu gehören mehr als 40 Miniaturen, die einen Rahmen aus dem Farhang-i Jahāngīrī besitzen.

### Das Bildprogramm im Vergleich zumVictoria-and-Albert Akbar-nāma
Die Illustrationen beziehen sich auf Ereignisse bis zum Jahr 1579. Danach bricht das Zweite Akbar-nāma ab. Nach heutigem Wissensstand existieren keine Bilder, die Begebenheiten nach 1579 darstellen. Die Anzahl der Bilder ist im Vergleich zum Ersten Akbar-nāma etwas geringer. Die Zeit vom 5. bis zum 22. Regierungsjahr wird bei der früheren Handschrift mit 115, in der späteren mit 87 Illustrationen wiedergegeben. Das Zweite Akbar-nāma besitzt also, zumindest für den zur Verfügung stehenden Vergleichszeitraum, fast 25 Prozent weniger Bilder. Anders als beim Ersten Akbar-nāma liegen im Chester-Beatty Akbar-nāma auch die Illustrationen zu Ereignissen vor 1560 vor. Das Bildprogramm der Handschrift ist somit, von wenigen Unsicherheiten abgesehen, bis zum Jahr 1579 vollständig bekannt. Ein Überblick über die hier verwendeten Miniaturen zeigt, dass sie dem Betrachter, über die Freude an der Kunst hinaus, eine Kurzfassung des Akbar-nāma liefern. Die Bilder vermitteln in unterhaltsamer Form die wichtigsten Botschaften des Textes, sowohl in historischer als auch in ideologischer Hinsicht.

Der zweijährige Akbar siegt im Ringkampf um eine Trommel über seinen älteren Cousin

Zunächst geht es um Grundsätzliches im Hinblick auf Akbars Legitimation: Der Padischah ist in besonderer Weise mit Adam (Bild 3) verbunden, dessen „göttliches Licht“ über die Generationen an Akbar weitergegeben wurde und in ihm kulminiert. Überdies steht er in der Nachfolge der berühmten Eroberer Timur (Bild 7 und 8) und – mit Einschränkung – Chingiz Khan (Bild 6). Seit frühester Kindheit sind seine herausragenden geistigen (Bild 35) und körperlichen (Bild 30) Fähigkeiten offenbar, die weit über die Begabungen Gleichaltriger hinausgehen. In diese Kategorie gehören auch die Berichte von Akbars Wundertätigkeit, die seine übernatürlichen Kräfte erahnen lassen sollen. Die zugehörigen Bilder zeigen seine Macht über das Tierreich, zum Beispiel über das Pferd Hayran (Bild 68) und den Elefanten Fath-i Mubarak (164).
Der größte Teil der Illustrationen widmet sich historischer Ereignisse. Für die Zeit Baburs werden die Eroberung von Kabul (Bild 9) und sein großer Sieg über die afghanische Lodi-Dynastie (Bild 10) sowie über die vereinigten Rajputen in der Schlacht von Khanwa (Bild 13) hervorgehoben. Nach nur sechs Bildern wenden sich die Maler bereits Humayuns Regierungszeit zu. Er führt die indischen Eroberungen fort, dehnt das Reich nach Gujarat aus (Bilder 16–20) und versucht, die afghanische Herrschaft von Sher Khan in Bihar und Bengalen zu brechen (Bilder 21–25). Seine Kriegszüge sind jedoch nicht dauerhaft von Erfolg gekrönt, denn nach seiner verheerenden Niederlage in der Schlacht von Chausa bleibt ihm nur noch die Flucht in das Safavidenreich von Shah Tahmasp. Wo Abu 'l-Fazl bereits eine geschönte Fassung von Humayuns Aufenthalt in Persien präsentiert, zeigen die zugehörigen Illustrationen ein noch glänzenderes Bild: ein königlicher Empfang in Herat (Bild 26), ein Gastmahl mit Shah Tahmasp (Bild 27), gemeinsame Jagden (Bild 28) und weitere Festlichkeiten (Bild 29).
Mit safavidischer Hilfe gelingt Humayun die Rückeroberung von Kandahar (Bilder 31–33). Sein weiteres Vordringen wird in erster Linie von seinen Brüdern gestoppt, allen voran Mirza Kamran (Bilder 38–42 und 45–49). Erst nachdem sich Humayun in dem Bruderkampf endgültig durchgesetzt hat, kann er die Eroberung Indiens angehen, die durch seinen plötzlichen Tod ein jähes Ende findet.
Sein zwölfjähriger Sohn Akbar besteigt 1556 den Mogulthron (Bilder 53–54), die Führung des Reiches liegt aber noch in der Hand des Generalissimus' Bairam Khan. Dieser leitet den jungen Herrscher erfolgreich durch die Kämpfe gegen die afghanischen Prinzen, die in der Nachfolge Sher Shah Surs ihre Interessen verteidigen (Bilder 59–62, 65–66). Trotz seiner großen Verdienste strebt der heranwachsende Akbar danach, sich von Bairam Khan zu befreien. Dessen Absetzung stellt einen bedeutenden Einschnitt dar, der mit drei Bildern angemessen gewürdigt ist (Bild 73, 77–78).
Der Usbekenaufstand (ca. 1561–67), der zu den größten Gefahren für Akbars frühe Herrschaft gehörte, enthielt im Ersten Akbar-nāma noch 19 Bilder und war damit die dort am umfangreichsten illustrierte Episode. In der späteren Handschrift schrumpft diese gefährliche Phase auf fünf Illustrationen zusammen (Bilder 100–102, 104, 105).
Die Einnahme der strategisch bedeutsamen Rajputenfestungen von Mewar, Chitor und Ranthambhor, wird im früheren Manuskript mit insgesamt neun Bildern gefeiert. Im Beatty-Akbar-nāma gibt es zu jeder Burg zwar nur eine Doppelseite, dafür werden aber noch andere Kämpfe gegen die verschiedenen Rajputenclans thematisiert: gegen die Rathor von Marwar (155/156), die Bundela von Orchha (165) und weitere gegen die Sisodiya von Mewar, die seit 1572 von Rana Pratap Singh angeführt wurden (157/158 und 167/168).
Beide Akbar-nāmas porträtieren den Feldzug nach Gujarat 1572–73 mit etwa zwölf Bildern, wobei die wichtigen Schlachten von Sarnal (Bild 122–123), Patan (Bild 124–125), Tulamba (Bild 131–132) und Ahmadabad (Bild 133–134) je zwei Seiten erhalten. Hinsichtlich der übrigen Szenen zu Gujarat unterscheiden sich die Manuskripte.
Die militärischen Aktivitäten in Bengalen ab 1574 treten im Zweiten Akbar-nāma mit 16 Illustrationen (Bilder 142–153, 155, 156, 159, 160) erheblich stärker in den Vordergrund als im Ersten Akbar-nāma, das die Kämpfe im Osten nur durch zwei Bilder repräsentiert.
Vergleicht man Erstes und Zweites Akbar-nāma, so fallen zwei Bildthemen auf, die in den beiden Handschriften deutlich unterschiedlich akzentuiert werden. So hat die Sicherung der Nachfolge erheblich an Bedeutung gewonnen: Während das Erste Akbar-nāma nur dem ältesten Sohn Salim eine Doppelseite und seinem Bruder Murad eine Einzelillustration widmet, erhalten in der Beatty-Handschrift alle drei Söhne eine Doppelseite (Bilder 110–113 und 118–119). Zusätzlich folgt noch eine zweiseitige Darstellung der Beschneidungsfeierlichkeiten (Bilder 137–138). Das heißt, dass sich die Anzahl der Bildseiten, die sich der dynastischen Nachfolge widmen, in der späteren Handschrift mehr als verdoppelt hat.
Im Gegensatz dazu hat die Jagd, der königliche Sport schlechthin, nicht mehr die herausragende Stellung, die sie noch im Ersten Akbar-nāma hatte. Dort waren es 15 Bilder, in denen das Thema aufgegriffen wird, im Zweiten Akbar-nāma sind es nur noch acht.

### Stilistische Aspekte
Leach sieht mehrere unterschiedliche Malweisen im Zweiten Akbar-nāma vereint:

#### 1. Der Stil der Luxushandschriften von 1595 bis 1598
Von etwa 1595–1598 wurde eine Anzahl von Handschriften am Hof in Lahore angefertigt, die heute als Höhepunkt der Mogulmalerei gelten. Es handelt sich um persische poetische Klassiker, beispielsweise Nizamis und Amir Khusraus Khamsa oder das Baharistān von Jami, die mit dem besten Papier, den kostbarsten Pigmenten und mit höchster technischer Vollendung aufwarten. Anders als die historischen Handschriften, wie das Tīmūr-nāma, Chingīz-nāma oder Akbar-nāma, besaßen sie nur wenige, dafür umso kunstvollere, kleinere Illustrationen, die gewöhnlich das Werk eines einzelnen Meisters waren. Ein großer Teil dieser Bilder bezeugt, dass die europäischen Methoden der Modellierung und der räumlichen Tiefe, die zum großen Teil durch Bilder jesuitischer Missionare in Indien bekannt waren, inzwischen zum Vokabular der Mogulmalerei gehörten. Die Farben sind leuchtend, die Figuren vergleichsweise klein.

Babur gegen Sultan Ibrahim Lodi in der Schlacht von Panipat, 1526. Mukund.
Geburt Akbars 1542. Sānvala, Porträts von Narsingh.
Humayun in der Festung von Kandahar, 1545.
Humayun wieder mit Frau und Kind vereint. 1545. Mādhava, Porträts von Narsingh.
Humayun gibt einer Karawane ihr Gepäck zurück. 1547. Miskin.

#### 2.Nīm-qalam-Stil
Bei Bildern im nīm-qalam-Stil (pers. halber Stift) handelt es sich im Grunde um Zeichnungen mit Farbtönungen in Braun und gelegentlichen Akzentuierungen in mehr oder weniger kräftigen Farben und/oder Gold. Diese Malweise war zwar grundsätzlich schon seit langem bekannt, kam aber im frühen 17. Jahrhundert besonders in Mode und zeichnet auch andere Handschriften aus, wie zum Beispiel das Nafahāt al-ʿuns, das um 1603 am Mogulhof angefertigt wurde. Das Chester-Beatty Akbar-nāma besitzt aber mehr nīm-qalam-Miniaturen als jedes andere Manuskript der Mogulzeit. Die Bilder mit reduziertem Farbauftrag waren naturgemäß schneller fertigzustellen. Die Annahme liegt deshalb nahe, dass man auf diese Weise das Projekt schneller zu Ende führen wollte. Dagegen spricht jedoch, dass auf die Gruppe der nīm-qalam-Bilder Illustrationen in einem weiteren, farbigen Malstil folgen, und die Handschrift überdies im weiteren Verlauf besonders großzügig mit vielen doppelseitigen Kompositionen ausgestattet ist. Nīm-qalam dürfte also eher aufgrund seines ästhetischen Wertes verwendet worden sein und nicht aus ökonomischen Gründen.

Die Mogultruppen greifen von Booten aus die Festung Hajipur an. August 1574. Unbekannter Maler
Akbar auf dem wilden Elefanten Lakhna, 1558. Farrukh, Gesichter von Mukund. Linke Hälfte
Akbar auf dem Elefanten Lakhna. Farrukh. Rechte Hälfte
Schlacht von Sarnal (Gujarat), 1572. Sur Das. Linke Hälfte
Die Mogultruppen in der Schlacht von Sarnal. Sur Das. Rechte Hälfte

#### 3. Die farbigen Miniaturen der späten Akbar-Zeit
Die Bilder dieser Gruppe stellen die jüngste stilistische Entwicklung innerhalb des Zweiten Akbar-nāma dar. Hier sind die dargestellten Personen größer als in den Bildern der erstgenannten Stils. Außerdem unterscheidet sich die neue Farbigkeit deutlich von der im British Library-Band. Die Palette wird insgesamt kühler, nun häufiger mit transparenten Blau- und Grüntönen. Das entspricht der Trendwende, die Losty in den Handschriften für Akbar ab der Jahrhundertwende erkannte, und die zeitgleich ebenso in den Werken für Akbars Nachfolger Jahangir festzustellen ist. Die Betrachtung der einzelnen Illustrationen zeigt, dass die Übergänge zwischen den Stilen fließend sind.

Der betrunkene Akbar kämpft mit Raja Man Singh, 1573. Daulat. Linke Hälfte
Akbar kämpft mit Raja Man Singh. Daulat. Rechte Hälfte
General Mun'im Khan gratuliert zur Geburt von Prinz Murad, 1570. Dharm Das. Linke Hälfte
Glückwünsche zur Geburt von Prinz Murad. Dharm Das. Rechte Hälfte
Diskussionen in Fatehpur Sikri mit jesuitischen Missionaren. Narsingh

### Porträts
Ansätze für ein erstes Interesse an der Portraitkunst finden sich bereits in den 1560ern. Allerdings gibt es so gut wie keine Beispiele dafür in der Buchmalerei, sondern fast nur auf Einzelstudien. Erst im Victoria-and-Albert-Akbar-nāma wird erstmals auf einer Buchillustration (Nr. 197) die Anwesenheit bestimmter Höflinge durch ihre beschrifteten Porträts bezeugt. Die naturgetreue Wiedergabe von Gesichtern blieb ein wichtiges Anliegen der Mogulmaler, das im Zweiten Akbar-nāma mit seinen vielen identifizierbaren historischen Gestalten einen ersten Höhepunkt erreichte. Dabei geht es nicht nur um die Wiedergabe wichtiger Persönlichkeiten, sondern um ein grundsätzliches Interesse an der Individualisierung der Dargestellten. Die Fortschritte, die die Maler in der Zeit zwischen den beiden Akbar-nāmas gemacht haben, wird besonders deutlich im Vergleich einer Szene, die in beiden Handschriften illustriert wurde: die Bestrafung von Hamid Bakari. Er hatte während einer großen Treibjagd auf ein anderes Mitglied des Hofes geschossen und musste, weil seine Hinrichtung mehrfach fehlschlug, mit rasiertem Kopf auf einem Esel rückwärts sitzend um das Jagdfeld reiten. Bei dem Bild von Miskin im Ersten Akbar-nāma (Bild-Nr. 135) befindet sich Hamid Bakari oben rechts auf der Seite und erscheint eher nebensächlich im Vergleich zum Hauptgeschehen, nämlich Akbars Jagd. Bei der späteren Interpretation der Szene ist er unten links im Bild zu sehen. Durch die hohe Individualisierung, die ihm der Maler, wahrscheinlich Manohar, verliehen hat, nimmt er nun aber eine erheblich zentralere Stellung für den Betrachter ein. Er wird zu einem Charakter, den man mit Sympathie und Mitleid betrachtet, so wie es die Männer tun, die ihn umgeben. Es geht dem Künstler also um die glaubhafte Darstellung menschlicher Interaktion. Ziel ist hier nicht mehr nur die Wiedergabe von Handlungen und Gesten, sondern die Porträtierung von Persönlichkeiten und das Sichtbarmachen von Gedanken. Milo Beach bezeichnet diese Entwicklung als die entscheidende Veränderung in der Mogulmalerei der späten Akbar-Zeit.

## Die Illustrationen des ersten Bandes im Einzelnen
| Bild-Nr. Folio | Bild  | Dargestelltes Ereignis | Fundstelle bei Beveridge (B), in der pers. Edition (P) und bei Thackson (Th) | Maler                                 | Aufbewahrungsort                                                             |
| -------------- | ----- | --- | ---------------------------------------------------------------------------- | ------------------------------------- | ---------------------------------------------------------------------------- |
| 1v             |       | Eröffnungsseite mit Kopfstück und Randmalereien. | B I: 1–5 P I: 1–2 Th I:2–5                                                   | Mansūr                                | London, British Library Or. 12988, Fol. 1v                                   |
| 2r             |       | Eröffnungsseite mit Randmalereien. | B I: 5–9 P I: 2-3 Th I: 5–9                                                  | (Daulat)                              | London, British Library Or. 12988, Fol. 2r                                   |
| 1 20v          |       | Rechtzeitig vor der Geburt des erwarteten Thronfolgers werden die Ammen bestimmt, die für seine Versorgung zuständig sein sollen. Zu den wichtigsten gehört Jiji Anaga, die Frau von Shams ud-Din Atka. Sie und andere zählt Abu 'l-Fazl an dieser Stelle auf. Erstaunlich ist allerdings, dass Maham Anaga, die eine herausragende Bedeutung unter den Ammen hatte, hier nicht erwähnt ist. – Die Milchverwandtschaft ist nach islamischer Vorstellung gleichbedeutend mit der Blutsverwandtschaft. Die Auswahl der Ammen ist deshalb höchst bedeutsam. | B I: 130–31 P I: 44 Th I: 148–49                                             | ʿamal: Sānvala                        | London, British Library Or. 12988, Fol. 20v                                  |
| 2 22r          |       | Als Akbar im Oktober 1542 zur Welt kommt, befindet sich Humayun mit einer inzwischen sehr kleinen Schar von Gefolgsleuten auf der Flucht vor Sher Shah Sur. Hamida Banu Begam, die werdende Mutter, wird einige Tage vor der Niederkunft als Gast in der Festung Umarkot aufgenommen, während Humayun weiter in Richtung Thatta flüchtet. Ein Bote bringt ihm die Nachricht von der Geburt des Sohnes, dessen Horoskope nur das Beste verheißen. Hamida selbst stößt erst Anfang Dezember 1542 wieder zu Humayun. | B I: 137–38 Th I: 156–57                                                     | ʿamal: Sānvala nāmī chihra: Narsingh  | London, British Library Or. 12988, Fol. 22r                                  |
| 3 25r          |       | Nach islamischer Auffassung war Adam besonders groß. Abū'l Fazl übernimmt diese Vorstellung und beschreibt ihn im Akbar-nāma als 60 Gaz groß. Deshalb ist Adam größer als der Baum neben ihm, und der Kranich vor ihm erscheint klein wie eine Ente. Die im Text beschriebenen lockigen Haare hat der Maler getreulich dargestellt. | B I: 154–56 P I: 52–53 Th I: 177–79                                          | ṭarḥ: Nānhā ʿamal: ʿInāyat            | London, British Library Or. 12988, Fol. 25r                                  |
| 4 31r          | fehlt | An dieser Stelle wird ein Traum von Qachulai Bahadur erzählt, dem Vorfahren Timurs in achter Generation. Er sieht im Traum, wie acht Mal ein leuchtender Stern von seinen Lenden ausgeht. Der achte und letzte Stern war besonders groß und leuchtend und erhellte die ganze Welt. Von diesem gingen mehrere kleine Sterne aus, die ihrerseits einen Teil der Welt erleuchteten. – Der achte Stern symbolisiert Timur, dessen Nachkommen in den verschiedenen Weltteilen, darunter auch Indien, ihre Herrschaft errichten. | B I: 186–89 P I: 68–70 Th I: 229–35                                          |                                       | unbekannt                                                                    |
| 5 32v          | fehlt | Am Ende des Folios wird berichtet, wie Qutula Khan, ein Neffe von Qachulai Bahadur, die Cathayer besiegt. Ein Bild, das den Sieg von Akbars Vorfahren über die Chinesen zeigt, würde gut zur Panegyrik von Abu 'l-Fazl passen, der von der „Furcht des Khaqan [von China] über seinen [d.h. Akbars] Ärger, die Sorge des Kaisers [von Byzanz] über sein Stirnrunzeln“ spricht. Bild 8 zeigt dann auch entsprechend den gefangenen osmanischen Sultan Bayezid vor Timur. | B I: 186–89 P I: 68–70 Th I: 229–35                                          |                                       | unbekannt                                                                    |
| 6 34r          |       | Der Sarg mit Chingiz Khan wird in die Mongolei zurückgebracht. – Nach Abu 'l-Fazl Darstellung starb Chingiz Khan am 24. Januar 1227 auf dem Rückweg von einem Feldzug. Seinem Befehl folgend wurde sein Tod geheim gehalten, bis die Armee in die Heimat zurückgekehrt war. Damit sich die Nachricht von seinem Tod auf keinen Fall verbreiten konnte, wurde jeder getötet, dem die Armee begegnete. | B I: 194–96 P 73–74 Th I: 242–45                                             | Manōhar                               | London, British Library Or. 12988, Fol. 32r                                  |
| 7 36v          |       | Die Geburt Timurs. – Timur wird in der timuridischen und mogul-indischen Geschichtsschreibung als Saḥib Qirān bezeichnet, „Herr der Glückskonjuktion“, nämlich der von Jupiter und Venus. Die Astrologen im Bild bezeugen die Bedeutung des Horoskops für den Prinzen. Der Text auf der Rückseite verweist darauf, dass mit der Geburt Timurs die Vision von Qachulai Bahadur, die in der fehlenden Illustration 4 dargestellt gewesen sein dürfte, Wirklichkeit geworden ist. | B I: 205–06 Th I: 257–59                                                     | Sūrdās Gujarātī                       | London, British Library Or. 12988, Fol. 34v                                  |
| 8 37v          |       | Bayezid wird vor Timur gebracht. (1402). – In der Schlacht bei Ankara wird der osmanische Sultan Bayezid I. am 20. Juli 1402 gefangen genommen. Abu 'l-Fazl berichtet, dass Timur ihn wohlwollend empfangen und ihm in der Versammlung einen Ehrenplatz zugewiesen habe. | B I: 210–11 P I: 79–80 Th I: 262-63                                          | ʿamal: Manṣūr naqqāsh                 | London, British Library Or. 12988, Fol. 35v                                  |
| Babur-Zeit     |       | |                                                                              |                                       |                                                                              |
| 9 42r          |       | Im September 1504 belagert Babur die Festung von Kabul. Muhammad Muqim, der die Stadt nicht lange zuvor selbst erst erobert hatte, gibt schließlich auf und bittet um Frieden. Er erhält die Erlaubnis, seinen Besitz mitzunehmen und sich zu seinem Bruder Shah Beg nach Kandahar zu begeben. – Im Vordergrund des Bildes sieht man die Armee Baburs, der, im blauen Gewand zu Pferd, das Friedensgesuch der Gegner persönlich entgegennimmt. Die Gesten der Boten zeigen ihre Unterwerfung an und den Wunsch, den Ort zu verlassen. Währenddessen hat Muhammad Muqim, wahrscheinlich der Reiter im weißen Gewand, die Festung im Hintergrund bereits verlassen. Seine Anhänger, die meisten noch innerhalb der Stadtmauern von Kabul zu sehen, haben ihre Sachen gepackt und folgen ihm. | B I: 228 Th I: 290–91                                                        | ʿamal: Sūrdās Gujarātī                | London, British Library Or. 12988, Fol. 40r                                  |
| 10 46r         |       | Illustration der berühmten Ersten Schlacht bei Panipat zwischen Babur und Sultan Ibrahim Lodi am 20. April 1526. In dieser Schlacht wurde die Macht der afghanischen Lodi-Dynastie endgültig gebrochen. | B I: 242–44 Th I: 310–15                                                     | ʿamal: Mukund                         | London, British Library Or. 12988, Fol. 44r                                  |
| 11 47          |       | Am Tage der Ersten Schlacht von Panipat hatte Babur seinen Sohn Humayun nach Agra geschickt, der Hauptstadt von Sultan Ibrahim Lodi, um dort die königlichen Schätze zu sichern. Zwei Wochen nach dem Sieg, am 3. Mai 1526, kommt Babur nach Agra und nutzt diese neuen Besitztümer, um damit Familienangehörige, Heerführer und andere Unterstützer zu entlohnen. Auch die Familienangehörigen des soeben besiegten Ibrahim Sultan erhalten finanzielle Zuwendungen. Bei dieser Gelegenheit überreicht Humayun seinem Vater den Koh-i-Noor, der das Geschenk annimmt und sogleich wieder zurückschenkt. Bildgröße 15,5 x 12,3 cm. | B I: 246–48 P I: 98-99 Th I: 316–21                                          | k. A.                                 | The Cleveland Museum of Art, Catherine and Ralph Benkaim Collection 2013.308 |
| 12 50v         |       | Ende November 1526 sandte Babur einen Boten zu Humayun, der als Statthalter in Jaunpur weilte. Er sollte so schnell wie möglich an den Hof nach Agra kommen, um mit ihm in die bevorstehende Schlacht gegen Rana Sanga und die vereinigten Rajputen zu ziehen. Am 7. Januar 1527 erscheint Humayun am Hof. – Das Bild zeigt Humayun, der Babur seine Aufwartung macht. Humayun ist auf diesem Bild an seinem speziellen Turban erkennbar, den er zu diesem Zeitpunkt allerdings noch gar nicht erfunden hatte. | B I: 258 P I: 104–05 Th I: 338–41                                            | ʿamal: Sūrdās chihra nāmī: Sānvala    | London, British Library Or. 12988, Fol. 47v                                  |
| 13 53r         |       | Niederlage von Rana Sanga und den vereinigten Rajputen in der Schlacht von Khanwa, am 17. März 1527. Diese Schlacht ist mindestens ebenso wichtig wie die Schlacht von Panipat. Die Zerschlagung des Rajputen-Bündnisses kennzeichnet eine der bedeutendsten Stationen in der Eroberung Indiens. Danach war nicht mehr Kabul, sondern Agra das Zentrum der Mogul-Macht. | B I: 264-65 P I: 109 Th I: 354–55                                            | ʿamal: Dharmdās                       | London, British Library Or. 12988, Fol. 50r                                  |
| 14 55          |       | Im Juni 1529 kommt Humayun unangemeldet und ohne Erlaubnis von Badachschan nach Agra. Die Illustration zeigt wahrscheinlich, wie er Babur seine Aufwartung macht. – Abu 'l-Fazl berichtet zwar, dass Humayuns Eltern über die unerwartete Ankunft ihres Sohnes höchst erfreut gewesen wären. Tatsächlich war Babur aber keineswegs zufrieden, dass Humayun Badakhshan ohne Erlaubnis verlassen hatte, das sogleich durch den Herrscher von Kashgar bedroht wurde. – Bildgröße ohne Rand 17,4 × 12,2 cm. Bei dieser losgelösten Seite handelt es sich um eines der Bilder, die von dem Kunsthändler Demotte ausgeschnitten und auf ein Folio des Wörterbuches Farhang-i Jahāngīrī geklebt wurden. Die hier in die Tabelle eingefügte Farbabbildung blendet den Rahmen mit Figuren in europäischer Kleidung und Pflanzenornamenten aus. Der Text, der oberhalb des Bildes sichtbar ist, gehört zum Wörterbuch und hat nichts mit der Illustration zu tun. | B I: 272 Th I 368-69                                                         | Dharmdās zugeschrieben                | unbekannter Verbleib                                                         |
| 15 57r         |       | Humayun tritt die Nachfolge Baburs an. (Dezember 1530) – Der Text oberhalb der Illustration beschreibt, wie Babur mit seinen letzten Atemzügen die Großen des Reiches zusammenruft und sie auffordert, Humayun die Baiʿa zu leisten, indem sie ihre Hand des Schwurs in seine Hand legen. Dann, so steht es auf der folgenden Seite, sollte sich Humayun auf den Thron setzen, während Babur selbst am Fuß des Thrones im Bett liegt. Der Maler hat den eindrucksvollen Moment mit einer einfachen Thronszene wiedergegeben, bei der Babur neben dem Thron steht und die hohen Würdenträger aufruft, dem neuen Herrscher Gefolgschaft zu leisten. | B I: 276 P I: 117 Th I: 374-75                                               | ʿamal: Laʿl                           | London, British Library Or. 12988, Fol. 53r                                  |
| Humayun-Zeit   |       | |                                                                              |                                       |                                                                              |
| 60v            |       | Randillustration von etwa 1615 mit stilisierten goldenen Blumen, darunter Iris, Lilien und Hibiskus. | Th I: 396-401                                                                | k. A.                                 | London, British Library Or. 12988, Fol. 55v                                  |
| 59r            |       | Randillustration mit stilisierten goldenen Blumen von etwa 1615. | Th I: 388-391                                                                | k. A.                                 | London, British Library Or. 12988, Fol. 56r                                  |
| 16 63v         |       | Am 22. April 1535 lässt Humayun das Lager von Sultan Bahadur bei Mandsaur angreifen. Drei Tage später flüchtet Sultan Bahadur mit einigen Gefolgsleuten in Richtung Mandu. – Vorlage für diese Illustration war mit einiger Sicherheit Bild Nr. 10 im Victoria-and-Albert-Akbar-nāma. Auch hier hat der Maler ein Paar auf dem Pferd dargestellt, das mittig links zu sehen ist. In beiden Fällen wurde offenbar Sultan Bahadur von Gujarat mit Baz Bahadur verwechselt, dem Sultan von Malwa, über den es eine in Indien allgemein bekannte Liebesgeschichte zu der Sängerin Rupmati gibt. | B I: 303 P I: 132 Th I: 418–19                                               | ʿamal: Dharmdās chihra nāmī: Narsingh | London, British Library Or. 12988, Fol. 59v                                  |
| 17 65r         |       | Während Humayun Mandu erobert, flüchtet Sultan Bahadur zunächst nach Champaner, von dort, getrieben von der Mogularmee, weiter nach Cambay und schließlich nach Diu. In Cambay beschließt Humayun die Rückkehr nach Champaner, wo ein Teil der Truppen zur Belagerung zurückgeblieben war. Trickreich gelingt es ihm, nachts mit dreihundert Männern in die Burg einzudringen und das Tor für die eigene Armee zu öffnen. Die Übergabe der Festung geschieht im August 1535. – Der Maler hat die Verfolgungsjagd von Humayun und Sultan Bahadur vermutlich bewusst dramatisch hier zugespitzt: Während die Mogultruppen nach Champaner einmarschieren, flüchtet Sultan Bahadur durch ein anderes Tor. Tatsächlich erfolgte die Einnahme der Stadt etwa zwei Monate nach der Flucht von Sultan Bahadur. | B I: 307 P I: 134 Th I: 424-25                                               | ʿamal: Farrukh Chela                  | London, British Library Or. 12988, Fol. 61r                                  |
| 18 67r         | fehlt | Nach langer Belagerung von Champaner klettern Humayun und Bayram Khan mit 300 Männern von einer unbewachten Stelle in die Festung, während das übrige Mogulheer von einer anderen Seite angreift. Durch diese Taktik tragen die Moguln schließlich den Sieg davon. August 1535 | Th I: 432                                                                    |                                       | unbekannt                                                                    |
| 19 68v         |       | Sultan Bahadur hatte Imad al-Mulk mit dem Aufbau einer neuen Armee betraut, so dass er, kaum ein halbes Jahr später, mit 50.000 Reitern gegen die Moguln ziehen konnte. Nach einem anfänglichen Sieg der Gujaratis gelang es Yadgar Nasir Mirza, das Blatt zu wenden, so dass die Mogultruppen als Sieger aus der Schlacht hervorgingen. – Die zentrale Persönlichkeit im Bild mit blauem Gewand und einem Pferd mit rosafarbener Schutzdecke dürfte daher der mehrfach im Text erwähnte Yadgar Nasir Mirza sein. | B I: 316 P I: 140 Th I: 440–41                                               | ʿamal: Laʿl                           | London, British Library Or. 12988, Fol. 63v                                  |
| 20 71r         |       | Am 13. Februar 1537 treffen sich Sultan Bahadur und der portugiesische Gouverneur Nuno da Cunha vor der Küste von Diu. Ausgelöst durch gegenseitiges Misstrauen kommt es zu einem Kampf, bei dem Sultan Bahadur schließlich ins Wasser springt und ertrinkt. | B I: 323 P I: 146 Th 454–55                                                  | Laʿl                                  | London, British Library Or. 12988, Fol. 66r                                  |
| 21 73v         |       | Während die Mogularmee in Gujarat beschäftigt war, gelang es dem Afghanen-Führer Sher Khan, seine Machtposition in Bihar zu festigen und sogar in Richtung Bengalen auszudehnen. Im Juli 1537 begab sich Humayun mit einer großen Armee in Richtung Osten, um dem Machthunger Sher Khans Einhalt zu gebieten. Erstes Ziel war die Festung Chunar am Ufer des Ganges, die er nach dreimonatiger Belagerung einnehmen konnte. – Das Bild zeigt die Einnahme der Festung, für die der Chef der Artillerie, Rumi Khan, eigens Schiffe mit speziellen Aufbauten und Schutzdächern konstruiert hatte. | B I: 331–32 P I: 151 Th 468–71                                               | Laʿl                                  | London, British Library Or. 12988, Fol. 68v                                  |
| 22 74v         |       | Humayun mit seiner Armee auf dem Weg nach Bengalen. Er erobert die Hauptstadt Gaur im August 1538. – Abu 'l-Fazl weist darauf hin, dass Sher Khan bereits die besten Teile des Schatzes von Bengalen an sich genommen hatte. Tatsächlich waren kurz zuvor die Afghanen in Gaur gewesen, hatten die Stadt geplündert und vieles zerstört, so dass es für die Mogultruppen nicht mehr viel zu erobern gab. | B I: 334–35 P I: 152–53 Th I: 474–75                                         | Miskīn                                | London, British Library Or. 12988, Fol. 69v                                  |
| 23 78r         |       | Der Feldzug nach Bengalen endete in einer Katastrophe: Sher Khan war es gelungen, die Moguln in Gaur zu isolieren, während er selbst die Eroberung Bengalens weiter vorantrieb. Humayun macht sich schließlich mit einem Teil der Armee auf den Rückweg nach Agra, trifft aber auf die Truppen Sher Khans und wird am 26. Juni 1539 in der Schlacht von Chausa vernichtend geschlagen. Humayun und die wenigen, die sich retten können, versuchen, über den Ganges zu flüchten. Als Humayun dabei zu ertrinken droht, kommt ihm ein Wasserträger namens Nizam zu Hilfe. – Man sieht Humayun etwas rechts von der Bildmitte, wie er sich an dem Wasserträger festhält. | B I: 344 P I: 159–60 Th I: 494–95                                            | Dharmdās                              | London, British Library Or. 12988, Fol. 73r                                  |
| 24 78v         |       | Humayun hatte seinem Retter Nizam versprochen, dass er ihn zum Lohn für einen halben Tag zum König macht. Nach seiner Rückkehr nach Agra löst er das Versprechen ein. – Dharmdas zeigt hier Nizam den Wasserträger auf dem Thron. | B I: 345 P I: 160 Th I: 494–97                                               | Dharmdās                              | London, British Library Or. 12988, Fol. 73v                                  |
| 25 80r         |       | Nach der Niederlage in Chausa stellt Humayun in Agra eine neue Armee zusammen und zieht einige Monate später nochmals gegen die Afghanen, deren Anführer sich nun nicht mehr Sher Khan, sondern Sher Shah nennt. In Bhojpur, wenige Kilometer südlich von Farrukhabad bauen die Mogultruppen eine Brücke, um zu den feindlichen Truppen auf der anderen Seite des Ganges zu gelangen. Die Afghanen versuchen ihrerseits, diese Brücke mit einem Elefanten, von dem der Name „Girdbaz“ überliefert ist, zu zerstören. Humayun lässt den Elefanten mit einem Kanonenschuss außer Gefecht setzen. Dieser Moment ist hier dargestellt. | B I: 349–50 P I: 163 Th I: 502-05                                            | Dharmdās                              | London, British Library Or. 12988, Fol. 76r                                  |
| 26 101v        |       | Vertrieben von Sher Shah flüchtet Humayun in das Reich der Safawiden. Dort ordnet Shah Tahmasp I. an, dass er überall mit großen Ehren empfangen werden soll. Erste Station macht Humayun in Herat, wo er am 26. Januar 1544 von Muhammad Khan, dem Erzieher des dort residierenden Prinzen, empfangen wird. Im Jahanara-Garten, in dem schon Babur 1506 bewirtet worden war, wird nun ein großes Fest für Humayun ausgerichtet. – Deutlich sichtbar unterscheidet sich die safawidische Turbanmode von derjenigen der Moguln: Die Kizilbasch sind an dem roten Stab erkennbar, um den ihr Turban gewickelt ist, dem tāj-i Haydarī. Ansonsten sind die Turbane lockerer gebunden und voluminöser als in Indien. Bei dem weißbärtigen alten Herrn auf der linken Seite, der offenbar gerade im Begriff ist, Humayun ein wertvolles Geschenk zu überreichten, dürfte es sich um Muhammad Khan handeln. | B I: 433–34 P I: 214 Th II: 72–75                                            | Farrukh chihra nāmī: Narsingh         | London, British Library Or. 12988, Fol. 96v                                  |
| 27 103r        |       | Etwa 30 km östlich von Soltaniye trifft Humayun im Juli 1544 erstmals Shah Tahmasp persönlich, der ihn zu einem großen Gastmahl einlädt. – Das Verhältnis zwischen Humayun und Tahmasp war nicht ganz so harmonisch, wie Abu l'Fazl seine Leser glauben machen will. Der Bericht von Humayuns Leibdiener Jauhar gibt ein realistischeres Bild und erwähnt beispielsweise auch Humayuns erzwungene Konversion zur Schia. | B I: 437 P I: 216 Th II: 80–81                                               | Sānvala                               | London, British Library Or. 12988, Fol. 98r                                  |
| 28 104r        |       | Shah Tahmasp lädt Humayun zu einer großen Treibjagd ein, bei der das Wild zehn Tagesreisen lang auf ein Jagdgebiet bei Takht-i Sulaiman hin zusammengetrieben wird. In der Nähe befindet sich die Quelle des kleinen Flusses Saruq. Dieses Flüsschen hat der Maler wahrscheinlich auch auf dem Bild darstellen wollen. Weiter im Hintergrund ist die Kette der Treiber zu sehen, von denen einer einen Hut nach europäischer Mode trägt. Der Maler Ganga Sen hat sich bei der Darstellung im Wesentlichen an einer Jagd in Indien orientiert, denn die Nilgauantilope, die Hirschziegenantilope und der Axishirsch sind in Persien nicht zu finden, und Jagdgeparden waren dort ebenfalls unbekannt. – Das Folio ist vertauscht worden und sollte eigentlich auf Fol. 98 der British Library-Foliozählung folgen. | B I: 439–40 P I: 218 Th II: 82–85                                            | Ganga Sen chihra nāmī: Narsingh       | London, British Library Or. 12988, Fol. 103r                                 |
| 29 105         | fehlt | Hier geht es um eine Qamargha; Polo und Bogenschießen; Abschied von Tahmasp und Humayun in Miyana; Humayuns Besuch in Tabris: Begrüßung, Festlichkeiten, Hockey, Wolflaufen. | B I: 439-44 P 218-19 Th II: 82-89                                            |                                       | unbekannt                                                                    |
| 30 109         |       | Akbar kämpft mit seinem Cousin, dem Sohn von Mirza Kamran, um eine Trommel. – Bevor Humayun und Hamida Banu Begam in das Safawidenreich flüchteten, gaben sie Akbar in die Obhut seines Onkels Mirza ʿAskari und der Ammen. Askari erhält einige Monate später von seinem Bruder Kamran die Festung Kandahar, die Humayun und die safawidischen Streitkräfte als einen der ersten Orte zurückerobern wollen. Als sich die vereinigten Truppen auf Kandahar zubewegen, lässt Kamran den Prinzen Akbar zu sich nach Kabul kommen, um ihn nötigenfalls als Faustpfand gegen Humayun in der Hand zu haben. Am Morgen nach der Ankunft empfängt Kamran den Neffen im Shahrara Garten. Bei dieser Gelegenheit ist auch Kamrans Sohn Ibrahim Mirza zugegen, der eine Trommel geschenkt bekommt. Akbar gefällt die Trommel gut und es kommt zum Streit. Kamran bestimmt, dass die beiden darum kämpfen sollen und sie dem Sieger als Preis gehören solle. Wider Erwarten siegt der jüngere Akbar. - Bildgröße 21,9 × 12 cm. In einem Rahmen des Farhang-i Jahāngīrī. | B I: 455–56 P I: 226-7 Th II: 108–11                                         | Manōhar zugeschrieben                 | Art and History Trust Collection, Familie Soudavar                           |
| 31 113r        |       | Nach fast sechsmonatiger Belagerung der Festung von Kandahar gibt Mirza ʿAskari seinen Widerstand gegen die vereinigte Armee von Safawiden und Anhängern Humayuns auf. Am 3. September 1545 tritt er seinem Bruder gegenüber. Dieser hatte angeordnet, dass sich die Tschagatai- und Qizilbasch-Amire ihrem Rang entsprechend aufstellen sollen. Bayram Khan hatte den Auftrag, Mirza ʿAskari mit einem Schwert um den Hals als Zeichen seiner Kapitulation hereinzuführen. – Auf der linken Seite des Bildes im blau-goldenen Gewand hat der Maler einen tschagataiischen Offizier mit Federkopfschmuck dargestellt. In der Mitte des Hofes, mit rotem Mantel, ist ein Kizilbash-Amir erkennbar. | B I: 467 P I: 235 Th II: 132–33                                              | Sūrdās                                | London, British Library Or. 12988, Fol. 106r                                 |
| 32 116r        |       | Nachdem Humayun zusammen mit den persischen Truppen Kandahar erobert hatte, überfallen die Moguln nun die Safawiden und bringen die Stadt im Oktober/November 1545 in ihre alleinige Gewalt. – Shah Tahmasp hatte für die Hilfe, die er Humayun bei der Rückeroberung Hindustans gewährte, unter anderem die Abtretung Kandahars gefordert. Da der persische Oberbefehlshaber dort aber nicht bereit ist, Humayun und seinen Gefolgsleuten für den nahenden Winter Unterkunft zu gewähren, sehen diese sich gezwungen, die Festung gewaltsam in Besitz zu nehmen. – Das Folio wurde bei einer Neubindung vertauscht und folgt statt auf Folio 108 erst auf Folio 109. Die letzten drei Worte auf Fol. 108v werden im Textfeld oben auf dem Bild wiederholt. | B I: 474 P I: 241 Th II: 148–49                                              | ustād Manṣūr chihra nāmī: Narsingh    | London, British Library Or. 12988, Fol. 110r                                 |
| 33 116v        |       | Humayun betritt die eroberte Festung von Kandahar und begibt sich zum „Weißen Festungsturm“, wo er die Huldigung seiner Anhänger entgegennimmt. – Das Folio wurde bei einer Neubindung vertauscht und ein Blatt später eingebunden. | B I: 474 P I: 241 Th II: 148–49                                              | Ustād Manṣūr                          | London, British Library Or. 12988, Fol. 110v                                 |
| 34 119r        |       | Am 17. November 1545 kann Humayun kampflos in Kabul einziehen und sieht dann seinen inzwischen dreijährigen Sohn Akbar wieder. – Während sich Humayuns Heer Kabul näherte, hat sich ihm zunächst Mirza Hindal angeschlossen, dem weitere Deserteure aus den Reihen Mirza Kamrans folgten. Angesichts seiner schwindenden Unterstützung blieb Mirza Kamran nur die Flucht, so dass Humayun die Stadt ungehindert einnehmen konnte. | B I: 481 P I: 245 Th II: 158–59                                              | Ustād Mansūr                          | London, British Library Or. 12988, Fol. 112r                                 |
| 35 120         |       | Humayun lässt Hamida Banu und die anderen königlichen Damen aus Kandahar nach Kabul holen. Um herauszufinden, ob der kleine Akbar seine Mutter, die er seit etwa zwei Jahren nicht mehr gesehen hatte, wiedererkennt, sollen sie sich nach ihrer Ankunft alle versammeln. Laut Abu 'l-Fazl hat Akbar seine Mutter sofort in der Menge erspäht und ist zu ihr gelaufen. – Die Miniatur ist von einem Rahmen des Farhang-i Jahangiri umgeben. Die Bildgröße beträgt 12,9 × 12 cm. - Dieses Bild befand sich ursprünglich zwischen den Folios 112 und 113 der Handschrift in der British Library. | B I: 484–45 Th II: 163–65                                                    | k. A.                                 | Washington, Freer Gallery of Art, F1939.57 Charles Lang Freer Endowment      |
| 36 121r        |       | Feier anlässlich der Beschneidung Akbars in Kabul, 1545. – Der Pavillon im Hintergrund ist im oberen Bereich mit einer Wandmalerei verziert, die die zeitgenössische Vorliebe für europäische Kunst widerspiegelt. Die zentrale Szene auf der rechten Seite zeigt einen Jesuitenpater in schwarzem Gewand und eine Gruppe von vier Personen in europäischer Kleidung, die sich verneigen oder niederknien. Das Objekt ihrer Anbetung ist auf dem Bild nicht zu erkennen. Ganz rechts außen auf dem Wandbild sieht man einen weiteren Jesuiten, der dem Geschehen von einer Art Loge aus zusieht. – Vor allem die Jesuiten der dritten Missionsreise, die im Mai 1595 den Mogulhof erreichten, versuchten durch eine einfallsreiche Kirchengestaltung, Prozessionen und Mysterienspiele das Interesse nicht nur Akbars, sondern auch der gewöhnlichen Bevölkerung zu wecken. Der Maler hat hier offenbar, wie auch aus anderen Bildern bekannt, eine Szene aus einer Theateraufführung wiedergegeben.                                                         | B I: 486 P I: 248 Th II: 166–69                                              | Mādhava chihra kashā'ī: Narsingh      | London, British Library Or. 12988, Fol. 114r                                 |
| 37 123r        |       | Im März 1546 macht sich Humayun auf zu einem Feldzug nach Badachschan, um den von ihm eingesetzten Gouverneur Mirza Sulayman in seine Schranken zu weisen. In Andarab im heutigen Baglan kommt es zur Schlacht, die die Mogultruppen gewinnen. | B I: 492 P I: 252 Th II: 178–79                                              | Dharmdās                              | London, British Library Or. 12988, Fol. 115r                                 |
| 38 128v        |       | Humayun gibt einer Karawane ihre gestohlenen Waren zurück. – Nach seinem Sieg über Mirza Sulayman war Humayun schwer erkrankt. Diese Gelegenheit nutzte sein Bruder Kamran, um Kabul erneut einzunehmen. Endlich wieder genesen eilt Humayun nach Kabul zurück und belagert die Festung, in der sich Mirza Kamran verschanzt hat, mehrere Monate lang. Dabei kommt es immer wieder zu kleineren Kämpfen, bei denen Humayuns Truppen zuweilen Beute machen können. Ein Teil dieser erbeuteten Waren gehört Händlern, deren Karawane kurz zuvor von Mirza Kamran geplündert worden war. Humayun gibt den Kaufleuten ihre Waren zurück. | B I: 509–10 P I: 264 Th II: 208–10.                                          | Miskīn                                | London, British Library Or. 12988, Fol. 120v                                 |
| 39 133v        |       | Ende April 1547 flieht Mirza Kamran aus Kabul, überlässt die Stadt Humayun und erobert stattdessen große Teile Badachschans zurück. Humayun plant deshalb einen weiteren Feldzug im Norden. Kurz vor dem Abmarsch im Juni 1548, als er noch im Raum für die Wasserkannen steht, setzt sich ein weißer Hahn auf seine Schulter. Humayun deutet das als glückbringendes Zeichen für die bevorstehenden Schlachten. | B I: 525 P I: 274 Th II: 238–39                                              | Narsingh                              | London, British Library Or. 12988, Fol. 125v                                 |
| 40 135r        |       | Auf diesem Folio wird der Kampf gegen Mirza Kamran in Badakhschan, etwa im Juli 1548, beschrieben. Nach einem Gefecht flüchtet Mirza Kamran in die Festung von Taloqan. Man sieht ihn im Bild oben links sitzend, während er mit einigen seiner Gefolgsleute spricht. Vor der Burg fließt der Fluss Khanabad. Humayun ist auf der rechten Seite mit rotem Gewand und goldenem Helm zu Pferd dargestellt. Gerade führen ihm zwei Soldaten einen Gefangenen zu. Während der nachfolgenden Belagerung schickt Humayun seinem Bruder Kamran einen Brief. Möglicherweise sollen die beiden Männer auf der Brücke die Boten darstellen. – Das hier eingefügte Bild ist eine Kopie der Originalillustration dieser Szene. Die Kopie, die mit 17 × 12,8 cm fast genau mit der Vorlage übereinstimmt, wurde am 1. Mai 2019 bei Sotheby's versteigert. Das Original befindet sich in der Chester Beatty Library. | B I: 529–32 P I: 277– 278 Th II: 244–51                                      | k. A.                                 | (Dublin, Chester Beatty Library In 61.10)                                    |
| 41 137r        |       | Nach dem Sieg über Mirza Kamran in Badachschan im August 1548 ergeben sich die hohen Amire. Musahib Beg, der in Badachschan auf der Seite Mirza Kamrans gekämpft hatte, wird, als Zeichen seiner Kapitulation, mit Schwert und Köcher um den Hals vor Humayun geführt. | B I: 535 P I: 280 Th II: 254–57                                              | Khem chihra nāmī: Mādhava             | London, British Library Or. 12988, Fol. 128r                                 |
| 42 138r        |       | Mirza Kamran unterwirft sich seinem Bruder Humayun, der ihn in die Arme nimmt und heftig weint. 1548 | B I: 536–37 P I: 281 Th II: 258–59                                           | Manōhar                               | London, British Library Or. 12988, Fol. 129r                                 |
| 43 139v        |       | Nach der Schlacht von Badachschan stattet Humayun seine Brüder und Mirza Sulayman mit Lehen und offiziellen Würden aus und kehrt danach nach Kabul zurück. Vor der Stadt empfangen ihn der fast sechsjährige Akbar zusammen mit Atka Khan und einigen Höflingen. Am 5. Oktober 1548 zieht Humayun in Kabul ein. - Das Bild fällt in der Reihe der Illustrationen auf und entspricht im Stil eher den späteren Miniaturen im Teilband der Chester Beatty Library, wie sie z. B. Balchand entworfen hat. | B I: 539–41 P I: 283–284 Th II: 262–67                                       | k. A.                                 | New York, Metropolitan Museum of Art, Acc.-No. 30.95.174.14                  |
| 44 142r        |       | Humayuns Truppen haben gegen die Usbeken gekämpft und sie bis Balkh verfolgt. Nach Auskunft Abu 'l-Fazls wollte Humayun die Stadt einnehmen, stimmte aber nach heftigem Widerstand seiner Generäle einem Rückzug zu. Dieser strategische Fehler hatte zur Folge, dass schließlich die Mogultruppen von den Usbeken verfolgt wurden. | B I: 548–50 P I: 289–90 Th II: 280–285                                       | k. A.                                 | (Dublin, Chester Beatty Library, In 62.6)                                    |
| 45 145v        |       | Humayun beobachtet von einem Hügel eine weitere Schlacht gegen seinen Bruder Mirza Kamran. Bei dieser Schlacht Juli 1550 etwa 50 Kilometer nordwestlich von Kabul wird Humayun verwundet. – Diese Miniatur trägt ein wichtiges Datum in der linken unteren Ecke, das über das Jahr der Anfertigung Auskunft geben könnte. Leider ist eine Ziffer nicht erkennbar. 12 Isfandārmuz māh-i ilāhī sana 40, 42 oder 47. Das entspricht dem 21./22.2.1596, 1598 oder 1603. | B I: 559 P I: 296–297 Th II: 304-07                                          | Khem Karan                            | London, British Library Or. 12988, Fol. 134v                                 |
| 46 147r        |       | Nach der Schlacht im Juli 1550 nimmt Mirza Kamran erneut Kabul ein, während Humayun sich drei Monate lang in Andarab aufhält, um seine Verwundung heilen zu lassen. Lediglich seine Anhänger wissen, wo er sich aufhält. Der Maler Shankar stellt Mirza Ibrahim und Mirza Sulayman dar, die ihm seine Aufwartung machen. Mit den Kämpfern, die Mirza Sulaymans Gattin zu Humayun schickt, greift dieser Kabul an. | B I: 563 P I: 299–300 Th II: 312–315                                         | Shankar                               | London, British Library Or. 12988, Fol. 136r                                 |
| 47 149v        |       | Während der Schlacht um Kabul wird der abgeschlagene Kopf von Qaraja Khan, der zu Mirza Kamran desertiert war, vor Humayun gebracht. (etwa November 1550) Dieses Folio wurde bei der Neueinbindung mit dem nachfolgenden Fol. 138 vertauscht. | B I: 570 P I: 304 Th II: 328–29                                              | Karim Dād chihra gushā'ī: Sūrdās      | London, British Library Or. 12988, Fol. 137v                                 |
| 48 151r        |       | Nach der Schlacht um Kabul flüchtet Mirza Kamran mit seinen letzten acht Anhängern auf afghanisches Gebiet. Dort wird er von Afghanen ausgeraubt. Aus Sorge, dass er von irgendwem erkannt wird, rasiert er sich glatt, verkleidet sich als Qalandar-Derwisch und sucht Schutz bei einem früheren Verbündeten in Laghman. – In dieser Illustration werden zwei Szenen überlagert: Einerseits steht sie im oben geschilderten Rahmen der Plünderung durch die Afghanen und Mirza Kamrans Verkleidung als Derwisch. Man sieht ihn vorn links als Qalandar getarnt, während ihm seine letzten Gefolgsleute huldigen. Andererseits ist im Hintergrund auch Humayun zu Pferd dargestellt, so dass die Szene sich vermischt mit der Plünderung von Kamrans Lager durch Humayuns Truppen unmittelbar nach der Schlacht um Kabul, die einige Seiten früher geschildert wird. | B I: 574 P I: 306–07 Th II: 334–37                                           | Hirānand                              | London, British Library Or. 12988, Fol. 139r                                 |
| 49 153v        |       | Am Abend des 20. November 1551 versucht Mirza Kamran mit einer Schar Afghanen das Lager von Humayun zu überfallen. Der Plan war jedoch verraten worden, so dass Humayun Schutzmaßnahmen ergreifen konnte. Den Kampf beobachtet er zu Pferd von einem nahen Hügel herab, begleitet von dem inzwischen neunjährigen Akbar, der auf dem Bild rechts neben ihm in grünem Gewand zu sehen ist. Der dunkle Himmel mit Mond und Sternen gibt getreulich die textliche Vorgabe wieder. – Die Schlacht endet mit der Flucht Kamrans und dem Tod von Humayuns Bruder Mirza Hindal. | B I: 582 P I: 312 Th II: 352–53                                              | Khem Karan                            | London, British Library Or. 12988, Fol. 142v                                 |
| 50 157v        | fehlt | Hier war wahrscheinlich ein Bild von Akbar bei Baba Bilas/Palas. | B I: 594-597 P I: 321–22 Th II: 376–81                                       |                                       | unbekannt                                                                    |
| 51 166v        |       | Das Bild zeigt eine Szene aus der Schlacht von Machhiwara im Mai 1555, in der die Mogularmee unter Bairam Khan das Heer der afghanischen Sur-Dynastie besiegt. Bei dem nächtlichen Kampf werden die Strohdächer eines nahen Dorfes in Brand gesetzt. Durch die Helligkeit können die Mogultruppen die feindlichen Afghanen aus der Ferne unter Beschuss nehmen und dadurch den Sieg einfahren. Durch die drei Worte, die auf dem Blatt oben links verblieben sind, ki fatḥ-nāma rasīd (als die Verkündung des Sieges eintraf), lässt sich das aus dem Manuskript herausgelöste Blatt eindeutig identifizieren. Bildgröße 22 × 13 cm. Mit einem Rahmen aus dem Farhang-i Jahāngīrī versehen. | B 625–627 P 344–45 Th II: 444–49                                             | k. A.                                 | Dublin, Chester Beatty Library, Nr. 62.7                                     |
| 52 171r        |       | Im November 1555 wird Akbar als Gouverneur in den Punjab entsandt. Bairam Khan steht ihm als atalıq, einem Erzieher und Tutor, zur Seite. Dem Gefolge des Prinzen schließt sich außerdem Meister Aziz Sistani an, der sich durch seine Kenntnisse im Bereich der Artillerie und der Waffenkunst auszeichnet und der auch als Rumi Khan bekannt ist. Unter seiner Anweisung lernt der Prinz, mit Feuerwaffen zu schießen. – Es ist daher wahrscheinlich Meister Aziz Sistani, den der Maler Govardhan neben dem jungen Akbar darstellen wollte. Hier zielt der junge Schütze gerade auf ein Tongefäß, das auf einem gelben Stab in der Verlängerung des Gewehrlaufs zu sehen ist. | B I: 640–41 P I: 356 Th II: 476–77                                           | Govardhan                             | London, British Library Or. 12988, Fol. 158r                                 |

## Illustrationen des zweiten Bandes im Einzelnen
| Bild-Nr. Folio                      | Bild  | Dargestelltes Ereignis | Fundstelle bei Beveridge (B), in der pers. Edition (P) und bei Thackson (Th) | Maler                                              | Aufbewahrungsort                                                                |
| ----------------------------------- | ----- | --- | ---------------------------------------------------------------------------- | -------------------------------------------------- | ------------------------------------------------------------------------------- |
| 177v                                |       | Eröffnungsseite mit verziertem Kopfstück. | B II: 1–2 P II: 1–2 Th III: 2–5                                              | (Chwādscha Dschān Schīrāzī)                        | Dublin, Chester Beatty Library In 03.2                                          |
| 53 178v                             |       | Inthronisation Akbars in Kalanaur. – Humayun war unerwartet durch einen Sturz ums Leben gekommen. Sein dreizehnjähriger Sohn Jalāl ud-Dīn Muhammad, allgemein unter seinem Epitheton „Akbar“ bekannt, besteigt am 14. Februar 1556 den „Thron des Sultanats und des Kalifats“. Die Amtsgeschäfte führt während der nächsten Jahre noch Bairam Khan, der im Wesentlichen für die Rückeroberung Indiens verantwortlich ist. Die Person unmittelbar vor Akbar soll wahrscheinlich Bairam Khan sein. Im Vordergrund der Illustration ist ein Wasserträger (Hindustani bihishtī) zu sehen, der zum Standardinventar von Hofszenen gehört. Seine Aufgabe ist es hier, den Boden zu befeuchten, damit der Staub nicht so aufwirbelt. Die lederne Schultertasche, in der er das Wasser transportiert, wird als mashk bezeichnet. Rechte Hälfte der Doppelseite | B II: 5–7 P II: 4 Th III: 10–15                                              | Mādhava                                            | Dublin, Chester Beatty Library In 03.1                                          |
| 54 179r                             |       | Auf dieser Hälfte der Inthronisationsszene ist der linke Teilbereich des Hofes zu sehen, in dem weitere Höflinge, Musiker und Standartenträger versammelt sind. In ihrer Mitte befindet sich ein Minbar, auf dem der im Text erwähnte Chatīb steht. Dieser ruft die Namen und königlichen Titel des neuen Herrschers aus – Es fällt auf, dass der Sichtschutz, der das Areal umgibt, auf den beiden Hälften dieser doppelseitigen Komposition nicht einheitlich gestaltet ist. Diese Unstimmigkeit kommt bei Doppelseiten häufiger vor, selbst wenn die beiden Hälften von demselben Maler stammen. Man geht dennoch davon aus, dass die beiden Teile (Bild 53 und 54) zusammengehören. Die Miniatur ist von einem Rahmen des Farhang-i Jahāngīrī eingefasst. Bildgröße 22,8 × 12,7 cm. | B II: 5–7 P II: 4 Th III: 10–15                                              | k. A.                                              | Sotheby's New York 25 March 1987, lot 186 Verbleib unbekannt                    |
| 55 184v                             |       | Shah Abu 'l-Maʿali wird festgenommen. – Am dritten Tag nach der Thronbesteigung hält Akbar eine große Versammlung ab, zu der auch Shah Abu 'l-Maʿali eingeladen ist. Da er ein enger Vertrauter Humayuns gewesen war, nahm er an, auch jetzt eine Sonderstellung am Hofe einzunehmen. Durch diese Fehleinschätzung verhielt er sich laut Abu 'l-Fazl so unangemessen, dass er verhaftet und in ein Gefängnis nach Lahore gebracht wurde. Rechte Hälfte einer doppelseitigen Komposition. – Am unteren Rand der Illustration ist eine Inschrift sichtbar, bei der es sich um eine Anweisung für den Maler handelt. Der Inhalt des Textes wurde häufig für die Maler zusammengefasst und eventuell mit weiteren Instruktionen versehen, damit sie die Bilder in der gewünschten Weise malen konnten. Diese Anweisungen sollen dann aber übermalt werden, damit sie später nicht mehr sichtbar sind. Warum sie hier, wie auch an anderen Stellen in dieser Handschrift, nicht entfernt wurden, ist unklar. Die drei Worte auf der linken Seite des Podiums verweisen als Kustode auf das folgende Folio. | B II: 28-29 P II: 16 Th III: 50–51                                           | Laʿl                                               | Dublin, Chester Beatty Library In 03.6                                          |
| 56 185r                             |       | Krönungsfeier und Gefangennahme von Shah Abu'l Maʿali. – Auf dem Höfling unten rechts in der Ecke sind die Worte taṣwīr rū be rū („Bilder einander gegenüber“) zu lesen. Dabei handelt es sich um eine Anweisung, die auf der Figur unten links auf der gegenüberliegenden Hälfte wiederholt wird. Diese Notizen erinnern die Maler daran, dass dieses Bild als Doppelseite angelegt werden soll. Linke Hälfte der zweiseitigen Komposition. | B II: 28-29 Th III: 50–51                                                    | Laʿl                                               | Dublin, Chester Beatty Library In 03.7                                          |
| 1. Regierungsjahr Akbars 1556-1557  |       | |                                                                              |                                                    |                                                                                 |
| 57 188v                             |       | Belagerung Kabuls durch Mirza Sulayman, rechte Hälfte. – Während Akbar und Bairam Khan sich mit den Truppen in Richtung der Siwaliks begeben und dort den Kampf gegen Sikandar Shah Sur fortsetzen, versucht Mirza Sulayman, Kabul in seine Gewalt zu bringen. Er belagert die Festung, die Munʿim Khan, der Gouverneur der Stadt, „mit Kanonen und Musketen“ verteidigen lässt. – Hier sind am unteren Bildrand erneut Anweisungen für die Maler zu sehen, die eigentlich hätten übermalt werden sollen. Dass die Zeile sogar von einer goldenen Linie eingefasst ist, zeigt deutlich, dass es sich um ein Missverständnis gehandelt haben muss: Der Maler hat die Instruktionszeile für einen Teil des Haupttextes gehalten und entsprechend hervorgehoben. Die meisten Künstler an Akbars Hof waren Hindus und kamen aus der Tradition der Devanagari-Schrift. Viele konnten die persischen Zeilen vermutlich gar nicht selbst lesen. | B II: 41 P II: 24 Th III: 74–75                                              | Shankar(a)                                         | Dublin, Chester Beatty Library In 03.10                                         |
| 58 189r                             |       | Während Kabul von Mirza Sulayman belagert wird, kommen immer wieder „löwenherzige und geschickte Helden aus der Festung und zeigen Tapferkeit und Heldenmut.“ Im Hintergrund ist Munʿim Khan in der Festung vor einem Baldachin zu sehen. Zwei Männer in Rüstung machen gerade den taslīm. Bei dieser Art des Grußes für hochgestellte Persönlichkeiten legt man die Rückseite der rechten Hand auf den Boden, richtet sich dann langsam auf und hebt dabei die Hand bis über den Scheitel. Das bedeutet, dass der Grüßende bereit ist, sich selbst als Opfer darzubringen. Die beiden gehören wahrscheinlich zu den „löwenherzigen Helden“, die Munʿim Khan darum bitten, sich in den Kampf vor den Toren der Stadt begeben zu dürfen. | B II: 41 P II: 24 Th III: 74–75                                              | Shankar(a)                                         | Dublin, Chester Beatty Library In 03.11                                         |
| 59 196r                             |       | Gefangennahme von Hemu bei der Zweiten Schlacht von Panipat am 5. November 1556. – Bei dieser Schlacht kämpft die Mogularmee gegen die Truppen von ʿAdil Shah Sur unter der Führung seines Feldherrn Hemu. Dessen Armee ist mit etwa doppelt so vielen Soldaten und 1500 Elefanten erheblich stärker und hätte fast den Sieg errungen, wäre Hemu nicht durch einen Pfeilschuss ins Auge schwer verletzt worden. Dadurch geraten seine Truppen in Panik und ergreifen die Flucht. Hemu wird gefangen und auf seinem Elefanten zu Akbar gebracht. | B II: 65 P II: 41 Th III: 122–123                                            | Shankar                                            | Dublin, Chester Beatty Library In 03.18                                         |
| 60 197r                             |       | Bairam Khan fordert Akbar auf, Hemu zu enthaupten. Als dieser sich weigert, übernimmt Bairam Khan persönlich diese Aufgabe. – Es gibt erhebliche Zweifel, dass sich die Geschichte so zugetragen hat, wie Abu 'l-Fazl berichtet. Zwei zeitgenössische Autoren bezeugen, dass Akbar selbst den ersten Hieb geführt und Bairam Khan die Enthauptung vollendet habe. Dieser Sieg in Panipat war von größter Bedeutung: er besiegelte das Schicksal der Afghanen-Dynastie und markiert den Anfang des Mogulreiches. | B II: 66 P II: 42 Th III: 126-127                                            | Padārāth                                           | Dublin, Chester Beatty Library In 03.19                                         |
| 2. Regierungsjahr Akbars 1557-1558  |       | |                                                                              |                                                    |                                                                                 |
| 61 201v                             |       | Hier ist wahrscheinlich Sikandar Sur bei seiner Flucht vor den Moguln dargestellt. Die Berge im Bild deuten die Siwaliks an, die Burg im Hintergrund soll die Festung Mankot sein, in der er in Kürze Zuflucht sucht. April/Mai 1557. | B II: 79 P II: 50–51 Th III: 150-155                                         | (Manohar)                                          | New York, Metropolitan Museum of Art, Theodore M. Davis Collection 30.95.174.28 |
| 62 202r                             |       | Die Mogultruppen verfolgen Sikandar Sur, der beim Nahen der Feinde sein Lager verlässt und in die Festung Mankot flüchtet. Während er noch unten links in einem mit Jagdszenen verzierten Zelt beim Ankleiden gezeigt wird, sieht man weiter oben schon, wie alle vor den Moguln in die Festung flüchten. Der Maler wollte auf diese Weise wahrscheinlich zum Ausdruck bringen, dass Sikandar in aller Hast das Lager verlassen musste, das dann von Akbars Truppen geplündert wurde. Der Hirte auf der linken Seite, der gerade Wasser holt, könnte ein Hinweis sein auf die nachfolgende Beschreibung der Festung Mankot, die über reichliche Mengen Wasser verfügte, um einer langen Belagerung standzuhalten. – Oben rechts auf dem Folio stehen die Worte qalaʿa Mānkot (Festung Mankot), die zugleich die ersten Worte auf der Rückseite des Folios sind. | B II: 79–80 P II: 51 Th III: 154-157                                         | Ahmad                                              | Dublin, Chester Beatty Library In 03.23                                         |
| 63 xv                               |       | Akbar begrüßt seine Mutter in Indien. – Akbar hatte seine Mutter, Hamida Banu Begam, bereits kurz nach der Thronbesteigung nach Indien holen wollen. Da Kabul aber durch Mirza Sulayman belagert wurde, musste dieser Plan aufgeschoben werden. Nach dem Sieg über Hemu konnte die Reise endlich beginnen. Hamida Banu und weitere weibliche Verwandte werden unter sorgfältigen Schutzmaßnahmen nach Delhi eskortiert. Um Akbar zu sehen, machen sie einen Umweg in Richtung Mankot. Auf dieser rechten Hälfte der doppelseitigen Komposition sind nur die wartenden Diener und Akbars Pferd zu sehen. – Dieses Bild wurde aus dem Manuskript herausgelöst und später, mit einem neuen grauen und einem breiteren rostroten Rahmen versehen, in dem sogenannten Davis-Album verwahrt. | B II: 85–86 P II: 54–55 Th III: 164-169                                      | k. A.                                              | New York, Metropolitan Museum of Art, Acc. No. 30.95.174.13                     |
| 64 204r                             |       | Akbar begrüßt seine Mutter Hamida Banu Begam. – Er ist zu diesem Zeitpunkt erst 14 Jahre alt, wird von dem Maler Dhanrāj aber viel älter dargestellt. | B II: 86 P II: 55 Th III: 168-169                                            | Dhanrāj                                            | Dublin, Chester Beatty Library In 03.25                                         |
| 65 207v                             |       | Übergabe der Schlüssel von Mankot. – Etwa sechs Monate lang hielt Sikandar der Belagerung stand. Am 24. Juli 1557 ergab er sich, nachdem er, durch Fürsprache von Bairam Khan, offiziell in den kaiserlichen Dienst aufgenommen wurde. Er erhielt ein Jagir in Bihar, sein Sohn blieb jedoch als Geisel am Mogulhof. – Diese Seite trägt eine wichtige Datierung am Fuß des Bildes, bei der jedoch nicht sicher ist, ob sie die Zahl 42 oder 47 nennt. | B II: 91 P II: 59 Th III: 180–181                                            | Laʿl                                               | Dublin, Chester Beatty Library In 03.27                                         |
| 66 208                              | fehlt | Hier befand sich wahrscheinlich die linke Hälfte zu Bild Nr. 65, auf der die Festung Mankot abgebildet gewesen sein dürfte. | B II: 91 P II: 59 Th III: 180–181                                            |                                                    | unbekannt                                                                       |
| 67 209v                             |       | Akbar und sein Pferd Hayran. – Während der königliche Hof sich auf dem Weg von der Festung Mankot nach Lahore befindet, reitet Akbar eines Tages allein mit seinem Pferd Hayran aus. Diener und Gefolge lässt er zurück. Rechte Hälfte einer doppelseitigen Komposition. Das Blatt ist von einem Rahmen aus dem Farhang-i Jahāngīrī umgeben. | B II: 93 P II: 61 Th III: 186–187                                            | k. A.                                              | ehemals Sammlung V. Everit Macy; Verbleib unbekannt                             |
| 68 210r                             |       | Akbar und sein Pferd Hayran. – Abu 'l-Fazl beschreibt dieses Pferd als besonders schnell und temperamentvoll. Wenn es frei läuft, lasse es niemanden in seine Nähe kommen und es sei nur mit großen Schwierigkeiten einzufangen. Auf seinem Ausritt sei Akbar irgendwann abgestiegen und habe eine Zeitlang nicht weiter auf Hayran geachtet, das davongaloppiert sei. Aber als er nur daran dachte, das Pferd wieder zu besteigen, sei es sofort zu ihm gekommen. Abu 'l-Fazl preist diese Begebenheit als ein Wunder, das die außerordentliche Natur Akbars bezeuge. Bildgröße 23 × 12,4 cm. | B II: 93 P II: 61 Th III: 186–187                                            | k. A.                                              | The Cleveland Museum of Art, 39.65                                              |
| 3. Regierungsjahr Akbars 1558-1559  |       | |                                                                              |                                                    |                                                                                 |
| 69 215v                             |       | Akbar reitet auf dem Musth-Elefanten Lakhna. – Elefantenkämpfe waren ein beliebtes Schauspiel, bei dem besonders Tiere in der Musth aufeinander gehetzt wurden. Im Sommer 1558, als Akbar 15 Jahre alt ist, besteigt er selbst den Elefanten Lakhna und führt ihn in den Kampf. Lakhna gewinnt und verfolgt den besiegten Gegner, gerät dabei aber mit einem Fuß in ein tiefes Loch. In dem Bestreben, sich daraus zu befreien, macht der Elefant wilde Bewegungen und versucht, seinen Reiter abzuwerfen. Dieser hat seinen Fuß in Seilen fixiert, die dem Elefanten um den Hals gebunden sind und als kalāwa bezeichnet werden. Offenbar gelingt es Akbar nicht, sich wieder aus den Seilen zu lösen und gerät dadurch in eine gefährliche Situation, bis einige der Umstehenden ihn befreien können. – Da die Elefanten, die von ihrem Kampf mit deutlichen Blutspuren übersät sind, den Zuschauern zu nahe kommen, versuchen Männer mit Charkhīs die Tiere zurückzudrängen. Ein Charkhī besteht aus einem hohlen Stück Bambus, das mit Schießpulver gefüllt wird. In der Mitte ist es mit Lehm in zwei Hälften unterteilt. Beide Hälften sind mit Zündschnüren versehen. Ein langer Stock, der in der Mitte befestigt wird, dient als Griff. Wenn die Zündschnüre angezündet werden, dreht sich der charkhī und macht einen erschreckenden Lärm, der die Dickhäuter zurückweichen lässt. Abu 'l-Fazl gibt davon im Āʾīn-i Akbarī eine genaue Beschreibung und zählt an dieser Stelle noch weitere Elemente auf, die zur Schirrung der Elefanten gehörten. Rechte Hälfte einer doppelseitigen Komposition. | B II: 114 P II: 74 Th III: 224–225                                           | Farrukh nāmī chihra: Manōhar chihra kashā'ī: Anant | Dublin, Chester Beatty Library In 03.32                                         |
| 70 216r                             |       | Linke Hälfte der Illustration von Akbar auf dem Elefanten Lakhna. Auf dieser Seite hat der Maler vor allem die flüchtenden Zuschauer dargestellt, die sich vor dem wilden Tier in Sicherheit bringen. Am linken Bildrand steht neben dem Baum ein Elefant mit einem roten Tuch über dem Kopf. Bei diesem Tuch handelt es sich um ein Andhiyārī, das aus dichtem Gewebe wie Brokat oder Samt besteht. Es wird besonders wilden Elefanten über die Augen geworfen, damit sie, mangels Sicht, zurückhaltender werden. Dieselbe Decke ist auch bei Lakhna im vorangehenden Bild zu sehen. Sie ist häufig mit drei schweren Glocken am Saum versehen, die nicht allein der Optik dienen, sondern die den Stoff besser unten halten sollen. An den gekürzten Stoßzähnen trägt der Elefant außerdem Ringe aus Eisen oder Messing. Sie heißen Bangrī, sollen die Stoßzähne verstärken, vor dem Splittern bewahren und sie gleichzeitig verschönern. Linke Hälfte der doppelseitigen Komposition. | B II: 114 P II: 74 Th III: 224–225                                           | Farrukh chihra kashā'ī: Mukund                     | Dublin, Chester Beatty Library In 03.33                                         |
| 71 219                              |       | Während einer Jagd Akbars in der Nähe von Agra gelingt es einer Gazelle, ihr gefangenes Kitz durch einen Sprung auf einen Jagd-Geparden zu befreien, so dass Mutter und Jungtier flüchten können. – Bei diesem Ereignis aus dem Jahre 1559 ist Akbar 16 Jahre alt. Der Maler, wahrscheinlich Manohar, hat den jungen Mogulkaiser deutlich älter dargestellt. | B II: 122 P II: 79–80 Th III: 240-241                                        | (Manohar)                                          | New York, Metropolitan Museum of Art, Acc.-No. 30.95.174.9.                     |
| 4. Regierungsjahr Akbars 1559-1560  |       | |                                                                              |                                                    |                                                                                 |
| 72 221                              |       | Shahim Beg, der Favorit eines Moguloffiziers, wird vom Schwager seiner Geliebten erschossen. – Shahim Beg war seiner Frau überdrüssig geworden und hatte sie an ʿAbd ar-Rahman Beg weitergegeben, der die Schöne in seinen Harem aufnahm. Als Shahim Beg einige Zeit später bei ʿAbd ar-Rahman zu Gast war, erinnerte er sich während des Trinkgelages an seine frühere Frau und forderte sie zurück. Weil der Gastgeber dazu aber keinesfalls bereit war, kam es zum Kampf, in dem es Shahim Beg gelang, seinen Gegner zu fesseln. Danach zog er mit seiner früheren Ehefrau in einen benachbarten Garten, wo sie die Feier fortsetzten. Der Bruder von ʿAbd ar-Rahman Beg erfuhr von den Geschehnissen, eilte mit seinen Männern zu dem Garten und erschoss Shahim Beg. Die Miniatur ist von einem Rahmen des Farhang-i Jahāngīrī eingefasst. | B II: 128 P II: 83-84 Th III: 254-57                                         | k. A.                                              | Baltimore, The Walters Art Museum, W.874a                                       |
| 5. Regierungsjahr Akbars 1560-1561  |       | |                                                                              |                                                    |                                                                                 |
| 73 234                              |       | Kampf der kaiserlichen Truppen unter Atka Khan gegen Bairam Khan am 12. August 1560. – Bairam Khan hatte sich in hohem Maße um die Konsolidierung des Mogulreiches und die Führung des jungen Herrschers verdient gemacht. Als Akbar der Kinderzeit entwachsen war, begann er sich jedoch zunehmend gegen die Übermacht des Generalissimus zu wehren. Dieser billigte ihm weder in politischer oder militärischer noch in finanzieller Hinsicht das geringste Mitspracherecht zu. Mit Hilfe von Bairam Khans Gegnern, zu denen vor allem Akbars Milchverwandtschaft zählte, die Atka-Khail, gelingt es Akbar, den alten General abzusetzen. Bildgröße 24,4 × 12,8 cm. Die Miniatur ist von einem Rahmen des Farhang-i Jahāngīrī eingefasst. Die Zuordnung des Bildes ist noch nicht endgültig gesichert. | B II: 171-73 P II: 112-13 Th III: 344–347                                    | k. A.                                              | Privatsammlung                                                                  |
| 74 235v                             |       | Nachdem Bairam Khan besiegt war, ernennt Akbar am 9. September 1560 seinen früheren atalıq Munʿim Beg zum Khankhanan (pers. „Fürst der Fürsten“) und lässt ihm ein Ehrengewand übergeben. | B II: 174 P II: 114 Th III: 348-49                                           | Govardhan                                          | Dublin, Chester Beatty Library In 03.49                                         |
| 75 236                              | fehlt | Hier befand sich höchstwahrscheinlich die linke Hälfte zum vorangehenden Bild Nr. 74: Munʿim Beg wird Khankhanan. | B II: 174-75 Th III: 348-51                                                  |                                                    | unbekannt                                                                       |
| 76 237v                             |       | Im September 1560 begibt sich Akbar aus der Gegend von Sirhind nach Lahore und nutzt diese Zeit zur Jagd. Bildgröße 21,5 × 12 cm. In einem Rahmen des Farhang-i Jahāngīrī. | B II: 175-77 Th III: 352-53                                                  | (Dhanraj)                                          | Paris, Hôtel Drouot 15. Mai 2019, Los 30 unbekannter Verbleib                   |
| 77 239v                             |       | Im Oktober 1560 tritt Bairam Khan vor Akbar, um offiziell seine Unterwerfung zu bekunden. Rechte Hälfte einer Doppelseite. Bildgröße 23,2 × 12,7 cm. – Die Einordnung des Bildes als Nummer 77 ist noch nicht endgültig gesichert. | B II: 181 P II: 118 Th III: 360–61                                           | Hiranand                                           | Christie's London, 25. Juni 2020, Lot 81 Verbleib unbekannt                     |
| 78 240r                             |       | Im Oktober 1560 tritt Bairam Khan vor Akbar, um offiziell seine Unterwerfung zu bekunden. – Nach der Schlacht am 12. August 1560 hatte sich Bairam Khan in die Sivaliks zurückgezogen, wo er in der Festung eines befreundeten Raja Zuflucht fand. Im Oktober desselben Jahres gelingt es der Mogularmee, sich gegen die Verteidiger Bairam Khans durchzusetzen. Der alte General erscheint schließlich vor Akbar, der sich zu dieser Zeit in Hajipur (Panjab) aufhält. Mit einem Handtuch um den Hals, mit dem er auf den Strom seiner Tränen und damit auf seine tiefe Zerknirschung hinweist, bittet er um Vergebung. Linke Hälfte zum vorangehenden Bild. Diese und die vorangehende Miniatur sind in einen Rahmen des Farhang-i Jahāngīrī geklebt. | B II: 181 P II: 118 Th III: 360–61                                           | Dharmdās                                           | Washington, Freer Gallery of Art F1952.33                                       |
| 79 242                              |       | Im November 1560 fängt Akbar zum ersten Mal selbst einen Geparden. – Auf dem Weg von Hajipur nach Agra bleibt Akbar mit seinem engeren Gefolge in Hisar Firoza, um dort zu jagen. Da es dort Geparden gibt, sieht er sich an, auf welche Weise die Tiere eingefangen werden können und wendet die Methode dann gleich selbst an. | B II: 186 P II: 121 Th III: 372–73                                           | Daulat                                             | Dublin, Chester Beatty Library In 03.52r                                        |
| 80 243v                             |       | Anfang Januar 1561 richtet Munʿim Khan ein Fest für Akbar aus und macht ihm kostbare Geschenke, peshkash genannt, die hier vorgeführt werden. – Noch während Akbar bei Munʿim Khan zu Gast ist, meldet sich ein Gesandter aus Badachschan an. Dieser bringt eine Bittschrift von Mirza Sulayman und überreicht ebenfalls Geschenke. Es ist durchaus möglich, dass der Maler auf diesem Bild auch den Gesandten aus Badachschan mit seinen Dienern darstellen wollte, denn die Gruppe von Männern im Zentrum des Bildes, die Schatullen und andere Gaben überbringen, tragen auffällig anders gebundene Turbane. Diese sind deutlich größer und lockerer gebunden sind als die kleinen Kopfbedeckungen nach mogulindischer Mode und sollen damit wahrscheinlich die Anwesenheit von Fremden hindeuten. Die Illustration ist allerdings so im Text positioniert, dass das Hauptgeschehen eindeutig die Übergabe der Geschenke von Munʿim Khan ist. Rechte Hälfte einer Doppelseite. | B II: 188 P II: 123 Th III: 376–77                                           | Sūrdās                                             | Dublin, Chester Beatty Library In 03.53                                         |
| 81 244r                             |       | Unmittelbar vor Akbar steht, in grünem Gewand, höchstwahrscheinlich Munʿim Khan, der dem Kaiser einen Bogen präsentiert. Mit schwarzem Bart und vergleichsweise großem Turban ist er ganz ähnlich dargestellt wie auf Bild Nr. 74. Linke Hälfte der Doppelseite. | B II: 188 P II: 123 Th III: 376–77                                           | Sūrdās                                             | Dublin, Chester Beatty Library In 03.54                                         |
| 82 248v                             |       | Bairam Khans vierjähriger Sohn ʿAbd ar-Rahim wird Akbar vorgestellt. – Bairam Khan war auf dem Weg nach Mekka von einer Gruppe Afghanen aus Rache für die Niederlage in der Schlacht von Machhiwara erdolcht worden. Als danach das Lager des Ermordeten geplündert wurde, brachten einige seiner Gefolgsleute dessen Gemahlin und Sohn in Sicherheit. Akbar ließ die beiden an den Mogulhof holen, den sie im September 1561, acht Monate nach dem Tod Bairam Khans, erreichten. Rechte Hälfte einer Doppelseite, Bildgröße 22,8 × 12 cm. Das Blatt ist von einem Rahmen aus dem Farhang-i Jahāngīrī umgeben. | B II: 202–04 P II: 132 Th III: 400–05.                                       | k. A.                                              | Sotheby's New York March 25, 1987, Lot 183 Verbleib unbekannt                   |
| 83 249r                             |       | Höflinge warten, während Bairam Khans Sohn ʿAbd ar-Rahim vorgestellt wird. – Auch wenn die Farben der beiden Bildhälften aufgrund der unterschiedlichen Aufnahmequalität auf den ersten Blick keine Zusammengehörigkeit erkennen lassen, wird bei genauer Betrachtung deutlich, dass beide Seiten durch die exquisite Zeichnung insbesondere der architektonischen Details eng miteinander verbunden sind. Linke Hälfte einer Doppelseite mit Nr. 82. | B II: 204 P II: 132 Th III: 404–05                                           | Manōhar                                            | Dublin, Chester Beatty Library In 03.57                                         |
| 6. Regierungsjahr Akbars 1561-1562  |       | |                                                                              |                                                    |                                                                                 |
| 84 251v                             |       | Niederlage von Baz Bahadur und Einnahme seiner Festung Sarangpur Ende März 1561. – Baz Bahadur, der Herrscher des Sultanats von Malwa, soll er seine Diener angewiesen haben, für den Fall seiner Niederlage gegen die Mogultruppen alle Frauen und Tänzerinnen seines Harems mit dem Schwert zu töten. Unmittelbar vor dem Bild schreibt Abu 'l-Fazl in seiner typisch barocken Ausdrucksweise: „Als Baz Bahadurs Niederlage im Spiegel des Gewünschten erschien, wuschen diese Ausgeburten von Dämonen, wie ihnen befohlen worden war, die Bilder von einigen feengleichen Schönheiten mit dem Wasser des Schwertes von den Seiten des Lebens.“ Rupmati, die berühmte Gemahlin Baz Bahadurs, soll sich selbst das Leben mit Gift genommen haben. – Rechte Hälfte einer Doppelseite. | B II: 213 P II: 137 Th III: 420–421                                          | Laʿl                                               | Dublin, Chester Beatty Library In 03.59                                         |
| 85 252r                             |       | Baz Bahadur gelingt die Flucht aus der Festung Sarangpur. Bis 1570 hält er sich an verschiedenen Fürstenhöfen versteckt. | B II: 213 P II: 137 Th III: 420–21                                           | Laʿl                                               | Dublin, Chester Beatty Library In 03.60                                         |
| 86 257v                             |       | Anfang November 1561 kommt Shamsuddin Muhammad Atka, auch Atka Khan, aus dem Panjab und liefert peshkash ab. Er wird mit der fiskalen und administrativen Verwaltung des Reiches sowie der Oberaufsicht über die militärischen und zivilen Angelegenheiten betraut. Bildgröße 23,5 × 12,8 cm. Die Miniatur ist von einem Rahmen des Farhang-i Jahāngīrī eingefasst. | B II: 229–30 Th III: 452–57                                                  | k. A.                                              | Melbourne, National Gallery of Victoria, AS8-1977                               |
| 87 258r                             |       | Linke Hälfte zu Nr. 86. Das Bild ist von einem Rahmen des Farhang-i Jahāngīrī umgeben. | B II: 230–31 Th III: 454–59                                                  |                                                    | Madrid, Museo Lázaro Galdiano, Inv. 15645-3                                     |
| 7. Regierungsjahr Akbars 1562-1563  |       | |                                                                              |                                                    |                                                                                 |
| 88 269v                             |       | Akbar sorgt persönlich in einem Dorf von Räubern für Ordnung. – In Paronkh, etwa einhundert Kilometer nordöstlich von Agra, kämpft Akbar mit einer kleinen Truppe gegen, wie Abu 'l-Fazl beschreibt, aufständische und verbrecherische Dorfbewohner. Solche kleineren Bedrohungen der kaiserlichen Autorität erledigte Akbar vorzugsweise im Rahmen von Jagdausflügen mit wenigen hundert Reitern. – Deutlich zu sehen sind die Musiker, die das kaiserliche Heer begleiten: Zwei Karna-Bläser und zwei Naqqara-Spieler. Die Naqqaras gehörten zu den kaiserlichen Insignien. – Der Maler dieser Illustration ist nicht sicher zu identifizieren: während unter dem Bild Sānvala notiert ist, lässt sich unmittelbar unter dem Rahmen noch eine ältere Inschrift erkennen, in der „Kishandās, Sohn des Laʿl“ genannt wird. – Rechte Hälfte der Doppelseite. | B II: 254 P II: 165 Th III: 506–07                                           | Kishandās walad-i Laʿl Sānvala                     | Dublin, Chester Beatty Library In 03.71                                         |
| 89 270r                             |       | Akbar führt auf dem Elefanten Dalsingar seine Truppe in das Dorf Paronkh. Dort trifft der Schwertstreich eines Rebellen den eisernen Ring um den Stoßzahn von Dalsingar, der, erschreckt durch die dadurch entstandenen Funken, den Mann mit dem Rüssel ergreift und zertrampelt. In dem Augenblick springt ein fünfzehnjähriger Junge vom Dach eines nebenstehenden Hauses auf Akbars Elefanten. Akbars Begleiter, der hinten auf dem Elefanten sitzt, will ihn sogleich erdolchen, aber Akbar soll ihn davon abgehalten haben. – Linke Hälfte der Doppelseite. | B II: 254 Th III: 506–09                                                     | Laʿl                                               | Dublin, Chester Beatty Library In 03.72                                         |
| 90 274r                             |       | Adham Khan lässt Atka Khan, den höchsten Wesir des Reiches, in der Audienzhalle ermorden, weil er auf dessen hohe Stellung eifersüchtig ist. Akbar persönlich streckt seinen Milchbruder mit einem Faustschlag nieder und gibt Befehl, ihn von der Empore der Audienzhalle zu stürzen. Da Adham Khan nach dem ersten Sturz noch nicht tot ist, wird er nochmals nach oben gebracht und ein zweites Mal hinuntergeworfen. 16. Mai 1562. – Die Miniatur im Nīm-qalam-Stil ist heute von einem Rahmen des Farhang-i Jahāngīrī umgeben. Bildgröße ohne Rand 20,8 × 12 cm | B II: 272 Th III: 540–41                                                     | k. A.                                              | Dublin, Chester Beatty Library 62.1                                             |
| 8. Regierungsjahr Akbars 1563-1564  |       | |                                                                              |                                                    |                                                                                 |
| 91 277v                             |       | Asaf Khan besiegt Raja Ram Chand in der Schlacht von Panna. – Khwaja Abdul Majid war für seine Leistungen als Leiter der Verwaltung mit dem Titel Asaf Khan ausgezeichnet worden und erhielt den Bezirk Kara als Jagir. Dort forderte er sogleich Tribut von Raja Ram Chand, der in dem Gebiet um Panna über ein unabhängiges Königreich herrschte. Außerdem verlangte Asaf Khan die Auslieferung eines wichtigen afghanischen Offiziers, dem Ram Chand Unterschlupf geboten hatte. Es kommt schließlich zur Schlacht, Asaf Khan siegt und „Beute ohne Ende“, wie die Kustode im Bild unten links besagt, fällt in die Hände der Mogultruppen. – Rechte Hälfte einer Doppelseite. | B II: 282 P II: 183 Th III: 564–65                                           | Laʿl                                               | Dublin, Chester Beatty Library In 03.78                                         |
| 92 278r                             |       | Ram Chand nimmt Zuflucht in der Festung Bandhogarh und bietet Akbar seine Unterwerfung an. Dieser verfügt daraufhin, dass der Raja sein Territorium behalten darf und Asaf Khan sich zurückziehen muss. | B II: 282 P II: 183 Th III: 564–65                                           | Laʿl                                               | Dublin, Chester Beatty Library In 03.79                                         |
| 93 283v                             |       | Lashkari, der Sohn von Sultan Adam, wird Kamal Khan übergeben. 1563 – Sultan Sarang, der Herrscher des Gakhar-Reiches, war in einer Schlacht gegen Sher Shah gefallen und sein Sohn Kamal Khan in Gefangenschaft geraten. Als Kamal Khan nach einiger Zeit seinem Gefängnis entkam, forderte er sein Land zurück, in dem inzwischen der Bruder seines Vaters, Sultan Adam, die Herrschaft übernommen hatte. Da der neue Sultan aber nicht abzutreten gedachte, trat Kamal Khan in Akbars Dienste und bewährte sich dort so gut, dass Akbar ihm Unterstützung bei der Rückeroberung seines Landes gewährte. Während der Schlacht wird zunächst Sultan Adam gefangen genommen, einige Wochen später auch dessen Sohn Lashkari. Beide werden schließlich Kamal Khan überantwortet und dieser als Herrscher über das Gebiet eingesetzt. – Rechte Hälfte einer Doppelseite. | B II: 300 P II: 193 Th III: 598–99                                           | Sūrdās                                             | Dublin, Chester Beatty Library In 03.84                                         |
| 94 284r                             |       | Sultan Adam wird von einer Reitergruppe herangeführt. Man sieht, wie die beiden Reiter rechts und links von Sultan Adam den Gefangenen an den Armen festhalten. Im unteren Teil der beiden Bildhälften ist die Schlacht der Gakhar- und der Mogultruppen zu sehen, die zum Zeitpunkt der Gefangenenübergabe allerdings längst vorbei war. – Bildgröße 22.5 x 12.1cm. Die Miniatur ist von einem Rahmen des Farhang-i Jahāngīrī eingefasst. | B II: 300 P II: 193 Th III: 598–99                                           | Sūrdās                                             | Christies London, 26 October 2017, Lot 183, Verbleib unbekannt                  |
| 95 288                              |       | Nach einem Besuch des Heiligtums von Nizām ad-Dīn Auliyāʾ, einem Sufi des Chishtiyya-Ordens, wird Akbar von einem Attentäter angeschossen. Der Pfeil trifft ihn in die rechte Schulter. Der Schütze wird sogleich getötet. 13. Januar 1564 In einem Rahmen des Farhang-i Jahāngīrī. | B II: 313 P II: 201–02 Th III: 621–23                                        | k. A.                                              | unbekannter Verbleib                                                            |
| 9. Regierungsjahr Akbars 1564-1565  |       | |                                                                              |                                                    |                                                                                 |
| 96 291                              |       | Abu'l Maʿali, früher ein Vertrauter Humayuns, war unter Akbar in Ungnade gefallen und hatte in Kabul bei Akbars zehnjährigem Halbbruder Mirza Muhammad Hakim und dessen einflussreicher Mutter Mah Chuchak Begam Zuflucht gesucht. Seine hohe Abkunft bewog Mah Chuchak, ihn mit ihrer Tochter zu verheiraten. In seinem Streben nach unbeschränkter Herrschaft ermordet Abu'l Maʿali aber schon wenige Monate später die Begam und einige ihrer Ratgeber und bringt den Mirza in seine Gewalt. Daraufhin greift Mirza Sulayman, halbautonomer Herrscher von Badachschan, in Kabul ein. Dadurch ist Mirza Muhammad Hakim schließlich in der Lage, Abu 'l-Maʿali hinrichten zu lassen. - Die Miniatur ist von einem Rahmen des Farhang-i Jahāngīrī eingefasst. | B II: 321 Th IV: 14–15                                                       | k. A.                                              | Baltimore, The Walters Art Museum, W684Ba                                       |
| 97 296r                             |       | Khwaja Muʿazzam, ein Halbbruder von Akbars Mutter, war als gewalttätig bekannt. Er hatte die Tochter von Humayuns früherer Amme Bibi Fatima geheiratet. Bibi Fatima hatte Akbar ihre große Sorge mitgeteilt, dass Khwaja Muʿazzam ihrer Tochter Gewalt antun könnte, der sich während eines Jagdausfluges tatsächlich im Haus des Onkels nach dem Rechten sieht. Dort erfährt er, dass Khwaja Muʿazzam die Frau inzwischen getötet hat. Akbar lässt ihn fesseln und will ihn im Fluss ertränken, der Onkel überlebt aber und wird später in der Festung Gwalior eingekerkert. – Bildgröße 23,1 x 12,5 cm. Das Bild ist von einem Rahmen aus dem Farhang-i Jahāngīrī umgeben. | B II: 337 P II: 218–19 Th IV: 48–49 Zeile 10                                 | k. A.                                              | Washington D.C., Freer Gallery of Art, F1952.32                                 |
| 98 298v                             |       | Anfang Juli 1564 macht sich Akbar auf den Weg nach Malwa, um dort eine drohende Rebellion usbekischer Amire im Keim zu ersticken. Anführer der Usbeken sind ʿAli Quli Khan Zaman und dessen Bruder Bahadur Khan. Um den Vorteil eines Überraschungsangriffs nutzen zu können, lässt Akbar den Feldzug als ausgedehnten Jagdausflug tarnen. Tatsächlich werden zunächst in den Wäldern von Narwar Elefanten gejagt. Das Bild zeigt, wie man die gefangenen Tiere, die jeweils an einen gezähmten Artgenossen gebunden sind, zum Lager führt. Besonders wilde Dickhäuter hat man mit Seilen zwischen zwei Elefanten aus den kaiserlichen Ställen fixiert. – Die Miniatur befindet sich in einem Rahmen des Farhang-i Jahāngīrī. Bildgröße 22,9 x 12,7 cm. | B II: 342–43 Th IV: 62–63                                                    | k. A.                                              | Louvre Abu Dhabi                                                                |
| 99 299r                             | fehlt | Bild 99 war wahrscheinlich die linke Hälfte zu Bild 98. | B II: 342–43 Th IV: 62–63                                                    |                                                    | unbekannt                                                                       |
| 10. Regierungsjahr Akbars 1565-1566 |       | |                                                                              |                                                    |                                                                                 |
| 100 310                             | fehlt | Die Illustrationen 100 und 101 könnten zusammen eine doppelseitige Komposition gebildet haben. Es könnte sich aber auch um zwei Einzelillustrationen handeln, in denen es um den Kampf gegen die aufständischen Usbeken geht. Das hier dargestellte Ereignis hat zwischen April und Mai 1565 stattgefunden. | B II: 377–78 Th IV: 142–47                                                   |                                                    | unbekannt                                                                       |
| 101 311r                            |       | Um eine Rebellion usbekischer Amire niederzuschlagen, macht sich Akbar am 24. Mai 1565 mit seinem Heer auf den Weg nach Osten. Wegen der großen Hitze marschieren sie in der Nacht. Bei Kannauj wird Akbar von Munʿim Khan begrüßt, der schon früher mit einem Teil der Armee vorausgezogen war. In Begleitung des Khankhanan befindet sich vermutlich Qaya Khan, die Person im gelben Gewand, der sich zeitweilig den Aufständischen angeschlossen hatte, nun aber um Vergebung bittet, um wieder in den kaiserlichen Dienst zu treten. – Es ist nicht sicher, ob es sich bei diesem Bild um eine Einzelillustration oder die Hälfte einer Doppelseite handelt. – Bildgröße 24,3 x 12,8 cm. In einem Rahmen des Farhang-i Jahāngīrī. | B II: 378–79 Th IV: 146–47                                                   | k. A.                                              | ehemals Sammlung Rothschild                                                     |
| 102 315                             | fehlt | An dieser Stelle könnte eine Miniatur von Ibrahim Khan vor Akbar gewesen sein, der mit einem Schwert und einem Leichentuch um den Hals um Verzeihung für das unbotmäßige Verhalten ʿAli Quli Khans bittet. Diese Passage war bereits auf Bild Nr. 132 im Victoria-and-Albert-Akbar-nāma illustriert worden. Möglich ist aber auch, dass hier, wie im Bild Nr. 133 im Ersten Akbar-nāma, die Unterredung zwischen Bahadur Khan und Akbars Unterhändler Mir Muʿizz al-Mulk über einen möglichen Straferlass für ʿAli Quli Khan Zaman dargestellt worden ist. | B II: 388-89 Th IV: 172–77                                                   |                                                    | unbekannt                                                                       |
| 11. Regierungsjahr Akbars 1566-1567 |       | |                                                                              |                                                    |                                                                                 |
| 12. Regierungsjahr Akbars 1567-1568 |       | |                                                                              |                                                    |                                                                                 |
| 103 325r                            |       | Im März 1567 lässt Akbar in der Provinz Lahore eine riesige qamargha (Treibjagd) mit tausenden von Treibern abhalten, die als die größte aller Zeiten beschrieben wird. Neben der Jagd selbst ist auf der Miniatur unten links ein zeitgleiches Ereignis dargestellt: Die Bestrafung von Hamid Bakari, einem Reiter der Leibgarde. Er hatte mit einem Pfeil auf ein anderes Mitglied des Hofes geschossen und sollte deshalb geköpft werden. Da die Enthauptung aber nicht gelang, wurde ihm zur Strafe der Kopf rasiert und er musste auf einem Esel rückwärts sitzend um das Jagdfeld reiten. – Die Porträtierung von Hamid Bakari gilt als einer der künstlerischen Höhepunkte dieser Handschrift. Einige der gejagten Tiere sind auf Bild 136 im Victoria-and-Albert-Akbar-nāma näher bezeichnet. | B II: 417 Th IV: 242–43                                                      | k. A.                                              | New York, Metropolitan Museum of Art Acc.-No. 30.95.174.8                       |
| 104 331v                            |       | Akbar dankt für seinen Sieg über ʿAli Quli Khan. – Am 9. Juni 1567 kommt es zur finalen Schlacht zwischen den Truppen der usbekischen Rebellen und denen Akbars. Dabei wird ʿAliquli Khan von einem der kaiserlichen Elefanten, der nur einen Stoßzahn besitzt, zertrampelt. Der von einem Pfeil tödlich getroffene hatte den Mahut gebeten, ihn zu verschonen und zu Akbar zu bringen, weil er der Anführer der Armee sei. Dafür werde er eine Belohnung erhalten. Der Mahut, dessen Name als Somnath überliefert ist, hat diese Worte aber für Unsinn gehalten. Als man später nach dem Leichnam des Usbekenführers sucht, bringt ein Militärsklave den Kopf des Toten zu Akbar. – Der Elefant, der ʿAliquli Khan getötet hat, ist vorn rechts im Bild dargestellt: man sieht neben dem Rüssel die mit Ringen verzierte Spitze eines Stoßzahnes hervorragen, während derselbe Elefant auf der dem Betrachter zugewandten Seite keinen Stoßzahn hat. Der Mahut Somnath erfährt möglicherweise gerade von einem anderen Elefantenführer, der auf den abgeschlagenen Kopf von ʿAliquli Khan zu Akbars Füßen weist, dass er eine große Belohnung verpasst hat. – Rechte Hälfte einer doppelseitigen Komposition | B II: 434 P II: 95 Th IV: 280–81                                             | Sānvala                                            | Dublin, Chester Beatty Library In 03.122                                        |
| 105 332r                            |       | Akbars Dankgebet für seinen Sieg über ʿAli Quli Khan. Linke Hälfte der Doppelseite. – Während sich Akbar auf der rechten Hälfte bei seinem Gebet deutlich in Richtung Sonne wendet, wirft sich auf dieser linken Seite einer der Untertanen vor Akbar zu Boden. Das stimmt mit der Ideologie überein, die Abu 'l-Fazl und sein Bruder Faizi konzipiert haben: Nur Akbar selbst habe unmittelbaren Zugang zum Göttlichen und könne daher zwischen Gott und Mensch vermitteln. Eine direkte Anrufung Gottes durch alle anderen Menschen sei sinnlos. | B II: 434 P II: 95 Th IV: 280–81                                             | Dharmdās                                           | Dublin, Chester Beatty Library In 03.123                                        |
| 106 341v                            |       | Chitor oder Chittorgarh war die Hauptstadt von Mewar, das von Udai Singh II. aus dem Clan der Sisodiya beherrscht wurde. Die Stadt befand sich zur Zeit Akbars noch vollständig innerhalb der Festungsmauern. Während der Belagerung gelang es Akbar, den Kommandanten der Burg, Jai Mal, zu erschießen. Wenige Stunden später, am 24. Februar 1568, fällt die Festung in die Hände der Moguln. – Die Einnahme von Chitor war im Ersten Akbar-nāma mit zwei Einzelseiten und einer Doppelseite (Nr. 151–154) illustriert worden. Der Inhalt dieser Bilder wird hier auf einer Doppelseite zusammengefasst. Dadurch vereinigt der Maler verschiedene Zeitebenen auf einem Bild. Wie im Text beschrieben, sind die Mogultruppen in der Nacht bereits bis zu den Festungsmauern vorgedrungen und kämpfen an einem Durchbruch. Zur gleichen Zeit steht Akbar auf einer der Plattformen, die oberhalb der Schützengräben (sabāt) angelegt wurde. Er hat noch das Gewehr in der Hand, mit dem er Jai Mal erschossen hat. Dieser liegt tödlich verwundet, von Frauen umgeben, in einem Pavillon auf der Festung. | B II: 472 P II: 320 Th IV: 364–65                                            | Ahmad                                              | Dublin, Chester Beatty Library In 03.133                                        |
| 107 342r                            |       | Auf dieser linken Hälfte der Doppelseite mit Nr. 106 hat der Maler Ahmad offenbar eine Explosion darstellen wollen, die bereits am 17. Dezember 1567 stattgefunden hat. Bei diesem schweren Unfall starben 200 Mogulsoldaten durch eigene Sprengladungen. Die Maler Miskina und Bhura hatten diese Szene als Bild Nr. 152 im Ersten Akbar-nāma ausgeführt. Oben auf der Festung wollte Ahmad wahrscheinlich zeigen, wie Jai Mal zusammen mit seinen Frauen verbrannt wird. Von Sati war im Text allerdings keine Rede. Im Akbar-nāma wird berichtet, dass nach dem Tod von Jaimal an mehreren Orten auf der Burg die Feuer des Jauhar loderten. Nach rajputischem Brauch werden bei einer bevorstehenden Niederlage die Frauen verbrannt, während die Männer sich todesmutig in ihre letzte Schlacht stürzen. Das zentrale Thema dieses Bildes, das durch die wenigen Worte links bzw. rechts oben angezeigt ist, sollte das „hartherzige“ Vorgehen derjenigen Männer sein, die für die Verbrennung der Frauen zu sorgen hatten. | B II: 472 P II: 320 Th IV: 364–65                                            | Ahmad                                              | Dublin, Chester Beatty Library In 03.134                                        |
| 13. Regierungsjahr Akbars 1568-1569 |       | |                                                                              |                                                    |                                                                                 |
| 14. Regierungsjahr Akbars 1569-1570 |       | |                                                                              |                                                    |                                                                                 |
| 108 350                             | fehlt | Die hier fehlende Illustration thematisiert ein Ereignis während der Belagerung der Festung Ranthambhor. Bei diesem Folio könnte es sich um eine illustrierte Einzelseite handeln, auf der die Söhne von Rai Surjan Hara, Doda und Bhoj, zu sehen sind. Sie sind von der Burg herabgekommen, um Akbar die Unterwerfung ihres Vaters mitzuteilen. Es ist aber ebenso möglich, dass Bild 108 die rechte Hälfte zu einer Doppelseite mit 109 ist, auf der Rai Surjan die Schlüssel der Festung und große Mengen peshkash überreicht. | B II: 494–95 P II: 337–38 Th IV: 414–17                                      |                                                    | unbekannt                                                                       |
| 109 351                             |       | Das Bild auf dieser Seite zeigt entweder als Einzelillustration oder als Teil einer Doppelseite mit Nr. 108 Rai Surjans Übergabe der Schlüssel von Ranthambhor an Akbar. Am 21. März 1569 erklärt der Rai seine Niederlage und überreicht zusätzlich zu den Schlüsseln der Burg, die aus Silber und Gold gefertigt sind, eine große Anzahl von Tributgaben. | B II: 495–97 P II: 339–40 Th IV: 416–21                                      | k. A.                                              | New York, Metropolitan Museum of Art, Acc. No. 30.95.174.12                     |
| 110 353v                            |       | Geburt von Prinz Salim, dem späteren Jahangir, am 31. August 1569 in dem Ort Sikri. – Akbar hatte sich mit der Bitte um einen Nachfolger einerseits an den Heiligen Muʿin ud-Din Chishti gewandt, andererseits aber auch an einen allseits verehrten Einsiedler namens Salim, ebenfalls ein Angehöriger der Chishtiyya, der in dem Dorf Sikri lebte. Dort kam schließlich auch Salim zur Welt. – Rechte Hälfte zu Nr. 111. | B II: 503–04 P II: 344 Th IV: 432–35                                         | Laʿl                                               | Dublin, Chester Beatty Library In 03.142                                        |
| 111 354r                            |       | Geburt von Salim, linke Hälfte. – Während im oberen Bildteil die Astrologen unter den Arkaden sitzen und das Horoskop für den Prinzen errechnen, gibt es auf dem Hof im Mittelgrund Musik und Freudentänze. Die Musiker spielen die am Mogulhof typischen Instrumente. Von Links oben nach unten: Vina, Nay, Sanj, zwei Karnas, eine Surna, zwei Naqqara-Paare und schließlich eine Duhul-Trommel, die eine der Frauen hält. Im unteren Drittel des Bildes verteilen Diener des Hofes Geld und Brot an die Armen. – Auf dieser Seite sind die Zuschreibung zum Maler nicht mehr vorhanden. Wahrscheinlich stammt aber auch diese Illustration von Laʿl. | B II: 503–04 P II: 344 Th IV: 432–35                                         | (Laʿl)                                             | Dublin, Chester Beatty Library In 03.143                                        |
| 15. Regierungsjahr Akbars 1570-1571 |       | |                                                                              |                                                    |                                                                                 |
| 112 358v                            |       | Akbar empfängt Glückwünsche zur Geburt seines zweiten Sohnes Murad, der im Juni 1570 in Sikri zur Welt kommt. Munʿim Khan, der Khankhanan, war eigens aus Jaunpur angereist, um seine Glückwünsche zu übermitteln. Er ist hier zu sehen, wie er Akbar die Hand küsst. Der Europäer links in der Reihe der Wartenden war zu diesem Zeitpunkt mit Sicherheit noch nicht am Mogulhof. Erst 1573 hatte Akbar den ersten Kontakt mit Portugiesen. Der Europäer soll zeigen, dass der Ruhm Akbars Menschen als aller Welt an den Mogulhof zieht. – Rechte Hälfte einer Doppelseite mit Bild 113. | B II: 514–15 P II: 353 Th IV: 464                                            | Dharmdās                                           | Dublin, Chester Beatty Library In 03.147                                        |
| 113 359r                            |       | Glückwünsche zur Geburt von Prinz Murad, linke Hälfte. | B II: 514–15 P II: 353 Th IV: 464                                            | Dharmdās                                           | Dublin, Chester Beatty Library In 03.148                                        |
| 16. Regierungsjahr Akbars 1571-1572 |       | |                                                                              |                                                    |                                                                                 |
| 114 363v                            |       | Nach der Geburt seiner beiden Söhne Salim und Murad in dem Dorf Sikri befiehlt Akbar den Ausbau des Ortes in großem Stil, der danach in Fatehpur Sikri umbenannt wird. Hier sieht man Akbar bei der Inspektion der Bauarbeiten. Auf der rechten Seite hat der Maler das bekannte Elefanten-Tor, Hathi Pol, dargestellt. Rechte Hälfte einer Doppelseite mit Bild 115. | B II: 530–31 P II: 365 Th IV: 493–94                                         | Bālchand                                           | Dublin, Chester Beatty Library In 03.152                                        |
| 115 364r                            |       | Für den Ausbau von Fatehpur Sikri sollen alle Amire Häuser errichten und Akbar selbst lässt für sich einen Palast anlegen. In kurzer Zeit entstehen Schulen, Bäder, ein großer steinerner Marktplatz und eine Stadtmauer. Linke Hälfte einer doppelseitigen Komposition. | B II: 530–31 P II: 365 Th IV: 493–94                                         | Bālchand                                           | Dublin, Chester Beatty Library In 03.153                                        |
| 17. Regierungsjahr Akbars 1572-1573 |       | |                                                                              |                                                    |                                                                                 |
| 116 369v                            |       | Akbar bei einer Jagd mit Geparden in der Gegend von Sanganer. Hier sieht man die Diener, die den Jagdausflug begleiten. Die wertvollen Geparden wurden bis zu ihrem Einsatzort getragen oder gefahren. Damit sie sich ganz auf die Beute konzentrieren, auf die sie angesetzt werden, bleiben ihre Augen bis zum Beginn der Jagd bedeckt. Juli 1572. | B II: 539 P II: 371 Th IV: 510–11                                            | Mukund                                             | Dublin, Chester Beatty Library In 03.155                                        |
| 117 370r                            |       | Akbar jagt mit Geparden bei Sanganer, linke Hälfte. – Das bemerkenswerte Ereignis, von dem an dieser Stelle berichtet wird, ist der außerordentliche Sprung eines Geparden namens Chitrajan über eine sehr breite Schlucht bei der Verfolgung einer Gazelle. Dafür hat Akbar das Tier zum Obergeparden ernannt und verfügt, dass Trommeln vor ihm geschlagen werden sollen, um die Beförderung allgemein zu verkünden. Der Maler, wahrscheinlich ebenfalls Mukund, der die andere Bildhälfte signiert hat, hat für seine Miniatur jedoch ein Standardthema, „Akbar auf der Jagd“, gewählt. In einem Rahmen des Farhang-i Jahāngīrī. | B II: 539 P II: 371 Th IV: 510–11                                            |                                                    | San Diego Museum of Art, Edwin Binney 3rd Collection, Acc. No. 1990.315         |
| 118 371v                            | fehlt | Feier anlässlich der Geburt von Prinz Danyal am 11. September 1572. Wahrscheinlich befand sich hier die rechte Hälfte einer Doppelseite. | B II: 542 P II:373 Th IV: 516-19                                             |                                                    | unbekannt                                                                       |
| 119 372r                            |       | Feier anlässlich der Geburt von Prinz Danyal. Linke Hälfte einer Doppelseite. Bildgröße 21,3 x 13,3 cm. In einem Rahmen des Farhang-i Jahāngīrī. | B II: 542 P II: 373 Th IV: 516–19                                            |                                                    | Verbleib unbekannt                                                              |
| 120 374v                            |       | Iʿtimad Khan, ein hoher Adliger in Gujarat, war Regent des jungen Sultan Muzaffar Shah III. Gleichzeitig wetteiferte er mit anderen Kleinkönigen um Macht und Einfluss im Land. Als er von seinen Gegnern, zu denen Sher Khan Fuladi und die drei Söhne von Sultan Husayn Mirza aus Khorasan gehörten, zu sehr bedroht wurde, rief er den benachbarten Mogulherrscher zu Hilfe. Akbar ließ sich nicht lange bitten, denn durch die Annexion von Gujarat bekam das Mogulreich endlich den begehrten Zugang zum Meer. – Das Bild zeigt Iʿtimad Khan, der Mitte November 1572 in der Nähe des heutigen Jotana auf Akbar trifft und dort offiziell durch seine sijda (Pers., Proskynese) dessen Oberherrschaft anerkennt. | B III: 10 P III: 7 Th V: 20–21                                               | Sūrdās                                             | Dublin, Chester Beatty Library In 03.157                                        |
| 121 375r                            |       | Im Gefolge von Iʿtimad Khan sieht man zwei dunkelhäutige Männer. Bei einem von ihnen muss es sich um Jujhar Khan Habashi handeln, einen hohen Offizier, der wenige Monate später hingerichtet wird (Bild 128). | B III: 10 P III: 7 Th V: 20–25                                               | Sūrdās                                             | Dublin, Chester Beatty Library In 03.158                                        |
| 122 379v                            |       | Während des Feldzuges in Gujarat trifft die kaiserliche Armee vor Sarnal, etwa 65 km nördlich von Vadodara, auf Ibrahim Husayn Mirza und sein Heer. Die Doppelseite 122/123 illustriert diese Schlacht, ohne ein spezielles Ereignis innerhalb des Kampfgeschehens zu thematisieren. Die Bilder sind an einer Stelle im Text platziert, an der der großartige Sieg Akbars gelobt wird. Diesen hatte er nach einem ungewöhnlich schnellen Marsch mit kleiner Armee errungen. | B III: 22 P III: 16 Th V: 46–47                                              | Sūrdās                                             | Dublin, Chester Beatty Library In 03.162                                        |
| 123 380r                            |       | Bei der hier dargestellten Schlacht von Sarnal erwähnt Abu'l Fazl ausdrücklich Raja Bhagwant Das, der mit seinem Speer einen Angriff auf Akbar abgewehrt hat. Auf dieser linken Hälfte der doppelseitigen Illustration wird aber offenbar Akbar selbst bei der Abwehr eines Angriffs dargestellt. Der Mogulkaiser ist der einzige, der einen Federbusch auf dem Helm trägt. – Die dornigen Sträucher, Euphorbia antiquorum (pers. zaqqūm) die in großer Zahl am Ort der Schlacht wachsen, waren im Victoria-and-Albert-Akbar-nāma (Bilder 179 und 180) noch naturgetreu wiedergegeben worden. In dem hier vorliegenden Manuskript sind sie nur noch in stilisierter Form dargestellt und kaum mehr identifizierbar. | B III: 22 P III: 16 Th V: 46–47                                              | Sūrdās                                             | Dublin, Chester Beatty Library In 03.163                                        |
| 124 384v                            |       | Schlacht von Patan. – Nachdem die Moguln bereits mehrere Orte in Gujarat erobert haben, belagern die Truppen der Mirzas und Sher Khan Fuladis die Stadt Patan, die sich inzwischen ebenfalls in der Hand der Moguln befindet. Mirza ʿAziz Koka und Qutb ud-Din Muhammad Khan eilen den Belagerten zu Hilfe und am 22. Januar 1573 kommt es zur Schlacht. Dabei gewinnen die Gegner der Moguln zunächst die Oberhand, wähnen sich als Sieger und beginnen zu plündern. – Bildgröße 22,5 × 12,7 cm. Das Blatt ist von einem Rahmen aus dem Farhang-i Jahāngīrī umgeben. Die Zuordnung der Miniatur ist noch nicht zweifelsfrei geklärt. – Die Schlacht von Patan wird auch im Victoria-and-Albert-Akbar-nāma (Bilder 181 und 182) dargestellt. | B III: 34–35 P III: 25–26 Th V: 72–76                                        |                                                    | ehemals Sammlung Hans Kraus Verbleib unbekannt                                  |
| 125 385r                            |       | Die Schlacht von Patan am 22. Januar 1573. – Nachdem die Mogularmee schon besiegt schien, gelang es vor allem Qutb ud-din Muhammad Khan, die drohende Niederlage in einen Sieg zu verwandeln. – In einem Rahmen des Farhang-i Jahāngīrī. | B III: 35–37 P III: 26–27 Th V: 76–80                                        | Dharmdas                                           | Paris, Hôtel Drouot Verkauf am 15.5.2019 Verbleib unbekannt                     |
| 126 387v                            |       | Während des Feldzuges nach Gujarat kommt bei einer abendlichen Trinkrunde das Gespräch auf die Tapferkeit der Rajputen, die ihr Leben geringschätzen und ihre Ehre hochachten. Als Beispiel erzählt einer der Anwesenden, dass Rajputen eine Lanze mit Spitzen an beiden Enden hochhalten, und sich zwei gleichermaßen tapfere Kämpfer von je einer Seite so hineinstürzen, dass die Spitze zum Rücken wieder herauskommt. Der Bericht hat Folgen für den weiteren Verlauf des Abends. – Rechte Hälfte einer Doppelseite mit 125. | B III: 44 P III: 31 Th V: 90–91                                              | Daulat                                             | Dublin, Chester Beatty Library In 03.168                                        |
| 127 388r                            |       | Der betrunkene Akbar will sich zum Beweis seiner Tapferkeit in ein an der Wand befestigtes Schwert stürzen. Um das drohende Unheil zu verhindern, schlägt Raja Man Singh das Schwert weg und verletzt dabei Akbar zwischen Daumen und Zeigefinger. Der wütende Mogulherrscher stürzt sich daraufhin auf den Raja und hält ihn am Boden. Sayyid Muzaffar gelingt es schließlich, Akbars Griff zu lösen, indem er den verwundeten Daumen verdreht. – Linke Hälfte der Doppelseite mit 124. | B III: 44 P III: 31 Th V: 90–91                                              | Daulat                                             | Dublin, Chester Beatty Library In 03.169                                        |
| 128 395v                            |       | Am 16. April 1596 vollendet Abu 'l-Fazl seinen Bericht über die Vorfahren und Akbars erste dreißig Lebensjahre. Es wird vermutet, dass der Band bereits während seiner Abfassung nach und nach von einem Kalligraphen kopiert und auch schon mit der Anfertigung der Illustrationen begonnen wurde. In der Vergrößerung lässt sich erkennen, dass Abu 'l-Fazl ein bebildertes Werk überreicht, bei dem es sich möglicherweise um das sogenannte Victoria-and-Albert-Akbar-nāma handelt. Die Übergabe könnte bereits im Jahr 1596 selbst stattgefunden haben. | B II: 576 P II: 392–93 Th IV: 582–83                                         | Govardhan                                          | Dublin, Chester Beatty Library In 03.176                                        |
| 129 396r                            |       | Abu 'l-Fazl überreicht das Akbar-nāma, linke Hälfte. – Diese Illustration ist als eine der wenigen im Manuskript verblieben. Sie bildet den Abschluss eines längeren Epilogs, in dem der Autor nach Abschluss des ersten Bandes über einige Besonderheiten seines Lebensweges und seine Mühen bei der Abfassung des Akbar-nāma berichtet. Auf der Rückseite der Miniatur beginnt der dritte Band. | B II: 576 P II: 392–93 Th IV: 582–83                                         | Govardhan                                          | Dublin, Chester Beatty Library In 03, Fol.177r                                  |

## Illustrationen des dritten Bandes im Einzelnen
| Bild-Nr. Folio                      | Bild                                | Dargestelltes Ereignis | Fundstelle bei Beveridge (B), in der pers. Edition(P) und bei Thackston (Th) | Maler                               | Aufbewahrungsort                                                                                       |
| 18. Regierungsjahr Akbars 1573-1574 | 18. Regierungsjahr Akbars 1573-1574 | 18. Regierungsjahr Akbars 1573-1574 | 18. Regierungsjahr Akbars 1573-1574                                          | 18. Regierungsjahr Akbars 1573-1574 | 18. Regierungsjahr Akbars 1573-1574                                                                    |
| ----------------------------------- | ----------------------------------- | --- | ---------------------------------------------------------------------------- | ----------------------------------- | --- |
| 129 396v                            |                                     | Verziertes Kopfstück am Beginn des dritten Buches des Akbar-nāma. | B III: 1–2 P III: 1–2 Th V: 2–4                                              |                                     | Dublin, Chester Beatty Library In 03,Fol.179v                                                          |
| 130 398r                            |                                     | Chingiz Khan, einer der wichtigen Kriegsfürsten in Gujarat, warf Iʿtimad Khan vor, die Macht unrechtmäßig an sich gerissen zu haben. Zusammen mit den drei Mirzas stellte er ein Heer gegen Iʿtimad Khan auf, der jedoch fliehen konnte. Im weiteren Verlauf der Ereignisse gelang es Jujhar Khan Habashi, einem von Iʿtimad Khans Offizieren, Chingiz Khan zu ermorden. Nach der Annexion Gujarats durch das Mogulreich sucht die Mutter Chingiz Khans bei Akbar Gerechtigkeit. Während dieser sich in Broach aufhält, trägt sie ihre Anklage vor. Der Fall wird untersucht, Jujhar Khan für schuldig erachtet und von einem Elefanten zu Tode getrampelt. – Die weiß gekleidete Frau, die auf der linken Seite in der Nähe des Elefanten hockt, soll ohne Zweifel die Mutter von Chingiz Khan sein. In einem Rahmen des Farhang-i Jahāngīrī. | B III: 46 P III:32 Th V: 96–97                                               | Hiranand                            | Baltimore, The Walters Art Museum Fol. W684Aa                                                          |
| 131 400                             | fehlt                               | Die Bilder 131 und 132 dürften eine doppelseitige Darstellung der Schlacht gegen Masʿud Husayn Mirza und Ibrahim Husayn Mirza gewesen sein. Es gelang den Moguloffizieren, die beiden Mirzas in Tulamba bei Multan völlig zu überraschen, so dass Masʿud seinen Bruder erst von einem Jagdausflug zur Schlacht zurückrufen musste. – Die beiden Bildhälften finden ihre Pendants im Ersten Akbar-nāma in den Bildern 184 und 185. | B III: 53 P III: 37–38 Th V: 110–13                                          |                                     | unbekannt                                                                                              |
| 132 401                             |                                     | Bei dem Überraschungsangriff wird Masʿud Husayn Mirza, der jüngste der drei Mirzas, gefangen genommen. Ibrahim Husayn Mirza, der wahrscheinlich oben im Bild mit zwei Gefährten zu Pferd und einem Kamelreiter zu sehen ist, kann flüchten, stirbt aber wenig später bei einem Überfall. – Diese Miniatur dürfte die linke Hälfte zu Bild 131 sein. Die Zuordnung ist nicht zweifelsfrei gesichert. – In einem Rahmen des Farhang-i Jahāngīrī. | B III: 53 P III: 37–38 Th V: 110–13                                          | k. A.                               | Seattle Museum of Art, 46.28                                                                           |
| 133 409v                            |                                     | Die Mogularmee kämpft gegen Muhammad Husayn Mirza. – Akbar hatte die Verwaltung Gujarats an den Khan Aʿzam Mirza ʿAziz Koka übertragen. Doch nachdem die kaiserliche Armee in die Hauptstadt zurückgekehrt war, versuchten Muhammad Husayn Mirza, Ikhtiyar al-Mulk und die Söhne von Sher Khan Fuladi, einige der verlorenen Städte zurückzuerobern und belagerten schließlich Ahmedabad. Der Khan Aʿzam sah sich nicht in der Lage, die Belagerer zu vertreiben, musste sich verschanzen und rief Akbar um Hilfe. Dieser eilt mit einem kleinen Heer, teils auf Rennkamelen, von Fatehpur Sikri nach Ahmedabad und erreicht die Stadt nach nur elf Tagen am 2. September 1573. | B III: 81 P III: 57 Th V: 170-71                                             | Sūrdās                              | Dublin, Chester Beatty Library In 03.187                                                               |
| 134 410r                            |                                     | Die Mogularmee kämpft gegen Muhammad Husayn Mirza, linke Hälfte einer doppelseitigen Komposition. – Schon kurz nach der Ankunft vor Ahmadabad kommt es zur Schlacht gegen die zahlenmäßig weit überlegenen Truppen von Muhammad Husayn Mirza. Die Mogultruppen erringen schließlich den Sieg, Muhammad Husayn Mirza wird getötet. | B III: 81 P III: 57 Th V: 170–71                                             | Sūrdās                              | Dublin, Chester Beatty Library In 03.188                                                               |
| 135 412r                            |                                     | Nach dem elftägigen Gewaltmarsch und dem Sieg über Muhammad Husayn Mirza hatten sich die meisten Männer der Mogularmee zur Ruhe begeben, als die Truppen von Ikhtiyar al-Mulk erscheinen. Dessen Heer hatte bisher Mirza ʿAziz Koka in Ahmedabad belagert und will nun Muhammad Husayn Mirza zu Hilfe kommen. Akbar gelingt es, seine Kämpfer erneut zu motivieren. Sie vernichten die Vorhut und drängen den Gegner zurück, bis Ikhtiyar al-Mulk die Flucht ergreift und sein Heer sich auflöst. – Das Bild zeigt vermutlich Ikhtiyar al-Mulk, oben links ohne Kopfbedeckung und mit langem schwarzem Haar, der das Weite zu suchen scheint. Die dargestellte Szene ist bisher nicht eindeutig einer Episode zugeordnet worden und wird mit weiteren Untersuchungen zum Chester-Beatty Akbar-nama womöglich seine Position innerhalb der Handschrift verändern. – In einem Rahmen des Farhang-i Jahāngīrī. | B III: 87–88 P III: 62 Th V: 182–87                                          | k. A.                               | Seattle Art Museum, 54.34                                                                              |
| 136 413r                            |                                     | Nach seiner Flucht vom Schlachtfeld gerät Ikhtiyar al-Mulk in ein Dornenfeld und kann nicht mehr flüchten. Er wird von einem Soldaten namens Sohrab enthauptet, der den Kopf dann zu Akbar bringt. – Der Maler hält den Moment fest, als Akbar den soeben eingetroffenen Mirza ʿAziz Koka begrüßt, während Sohrab gleich vortreten wird. Er ist unten links im Bild zu sehen, mit rotem Gewand und weißem Turban. Den Kopf hält er in der linken Hand. – In einem Rahmen des Farhang-i Jahāngīrī. | III: 87–88 P III: 62 Th V: 186–87                                            | k. A.                               | Seattle Art Museum, 41.204                                                                             |
| 137 418v                            |                                     | Feier anlässlich der Beschneidung von Akbars drei Söhnen am 22. Oktober 1573. Der Betrachter darf hier einen Blick in die Frauengemächer werfen. Das größte der drei Kinder, und daher wahrscheinlich Salim, wird von seiner Mutter auf dem Arm gehalten, seine beiden jüngeren Brüder spielen auf dem Teppich in der Bildmitte. Rechte Hälfte einer Doppelseite. 23,2 × 12,5 cm, in einem Rahmen des Farhang-i Jahāngīrī. | B III: 103 P III: 74 Th V: 220–23                                            | Dharmdās                            | Privatbesitz, früher Keir Collection                                                                   |
| 138 419r                            |                                     | Am 22. Oktober 1573 werden die drei Prinzen Salim, Murad und Danyal beschnitten. Zu diesem Anlass gibt es ein großes Fest mit Musik und Tanz, Banketten und Almosen für die Armen. – Über Akbar, der auf seinem Thron Platz genommen hat, ragt ein Schirm, Persisch chatr, der nach Auskunft Abu 'l-Fazls zu den Insignien des Königtums zählt. Er ist mit den wertvollsten Juwelen verziert, von denen nie weniger als sieben verwendet werden. Bildgröße 22,9 × 12,1 cm, von einem Rahmen des Farhang-i Jahāngīrī umgeben. | B III: 103 P III: 74 Th V: 220–23                                            | Dharmdās                            | The Cleveland Museum of Art, 1971.76                                                                   |
| 19. Regierungsjahr Akbars 1574-1575 |                                     | |                                                                              |                                     | |
| 139 424v                            |                                     | Am 20. Juni 1574 begibt sich Akbar mit seinem Heer nach Osten, um dort gegen den afghanischen Sultan von Bengalen, Da'ud Karrani, ins Feld zu ziehen. Die Reise geht per Schiff über die Yamuna nach Patna, wo man nach mehreren Zwischenstopps am 4. August 1574 ankommt. Es gibt nicht nur prachtvolle Boote mit Aussichtstürmen und Gärten für den Padischah, seine Frauen und Söhne, sondern auch eine ganze Anzahl von Schiffen für die mitreisenden Verwaltungsbeamten. Sogar zwei besonders große Elefanten namens Balsundar und Suman werden auf diese Weise transportiert. Sie müssen ihre Boote mit jeweils zwei Elefantendamen teilen. Es sind wahrscheinlich diese von Abu'l Fazl erwähnten Tiere, die man im unteren Teil des Bildes sieht. Bildgröße 21,5 × 12,1 cm, rechte Hälfte einer doppelseitigen Komposition. | B III: 123–24 P III: 87 Th V: 260–61                                         | k. A.                               | Privatbesitz                                                                                           |
| 140 425r                            |                                     | Abu 'l-Fazl erklärt, dass alle Schiffe am Bug in der Form von Tieren gestaltet waren. Ohne die Illustrationen des Ersten- und Zweiten Akbar-nāma wäre nicht klar, wie man sich das vorzustellen hat. – Die höfische Elite war offenbar gehalten, selbst für ihre Schiffe zu sorgen. Die bedeutendsten Höflinge, die bei der Reise dabei waren, werden namentlich genannt. – In einem Rahmen des Farhang-i Jahāngīrī. | B III: 123–24 P III: 87 Th V: 260–61                                         | k. A.                               | Philadelphia Museum of Art. The Samuel S. White 3rd and Vera White Collection, 1967-30-398             |
| 141 429r                            |                                     | Am 4. August 1574 wird Akbar zwei Wegstunden vor Patna von Munʿim Khan Khankhanan mit Feuerwerk und Kanonendonner begrüßt und zum Lager des obersten Generals begleitet. Dort empfängt Akbar die hohen Offiziere, die am Feldzug beteiligt sind. – Bemerkenswert ist der Thron mit der Darstellung einer Bhil-Frau. | B III: 135 P III: 96 Th V: 286–87                                            | Govardhan                           | Dublin, Chester Beatty Library In03.201                                                                |
| 142 430v                            |                                     | Hauptziel ist es, Da'ud zu unterwerfen, der sich in Patna verschanzt hat. Da Patna vor allem durch die auf der gegenüberliegenden Flussseite gelegene Festung geschützt wird, befiehlt Akbar am 5. August 1574, zunächst die Festung Hajipur anzugreifen. Als die Einnahme vom Land her zu scheitern droht, schickt Akbar weitere Männer in Booten, um die Burg vom Wasser her anzugreifen. Rechte Hälfte einer Doppelseite. | B III: 138 P III: 98–99 Th V: 292-93                                         | Mukund                              | Dublin, Chester Beatty Library In03.202                                                                |
| 143 431r                            |                                     | Trotz der heftigen Gegenwehr gelingt den Moguln schließlich am Morgen des 6. August 1574, Hajipur einzunehmen. – Linke Hälfte einer Doppelseite. | B III: 138–39 P III: 99 Th V: 294–95                                         | k. A.                               | Dublin, Chester Beatty Library In03.203                                                                |
| 144 432                             |                                     | Nach dem Fall von Hajipur ist Patna für Da'ud nicht mehr zu halten. Er flieht per Schiff nach Bengalen, während Gujar Khan, sein oberster Schwertmeister, mit den Soldaten und einem Großteil der Elefanten über Land zu entkommen sucht. Am 7. August 1574 reitet Akbar auf dem Elefanten Balsundar siegreich in Patna ein. – Bildgröße 22,5 × 12,7 cm. Das Blatt ist von einem Rahmen aus dem Farhang-i Jahāngīrī umgeben. | B III: 141–42 P III: 100–01 Th V: 298-99                                     | k. A.                               | Sotheby's New York, May 19, 1982, Verbleib unbekannt                                                   |
| 145 433                             |                                     | Akbar verweilt nur kurze Zeit in Patna. Nach zwei Stunden verlässt er die Stadt wieder und macht sich an die Verfolgung von Gujar Khan. Das Blatt ist von einem Rahmen aus dem Farhang-i Jahāngīrī umgeben. | B III: 141–42 P III: 100–01 Th V: 300–03                                     | k. A.                               | San Francisco, Asian Art Museum, Object Number 2008.64                                                 |
| 146 436v                            |                                     | Die Einnahme der Festung von Gadhi Ende September 1574. – Der Name Gadhi ist offenbar eine Fehlbezeichnung für den Ort Garhi, dessen Name seinerseits eine Kurzform von Teliagarhi ist. Die Festung war im dichten Dschungel auf dem nördlichen Bergsporn der Rajmahal Hills erbaut. Nach Norden hin lief der befestigte Fuß des Berges bis zum Fluss Ganges hin und stand deshalb unter Wasser. Durch ihre strategisch günstige Position galt die Burg als Schlüssel nach Bengalen. Angreifer stellte die Eroberung vor entsprechende Herausforderungen. Für ihren Angriff nutzte ein Teil der Mogultruppen einen geheimen Dschungelpfad durch das Gebiet des Rajah von Teli, den die örtlichen Zamindare ihnen verraten hatten. Ein anderer Teil versuchte einen Angriff per Boot. – Mit einem Rahmen des Farhang-i Jahāngīrī versehen. Bildgröße 22,9 × 13 cm. Rechte Hälfte einer Doppelseite mit 145. | B III: 152 P III: 108 Th V: 322                                              | k. A.                               | Cincinnati Art Museum, 1949.150                                                                        |
| 147 437r                            |                                     | Einnahme der Festung Garhi, linke Hälfte. – Obgleich Da'uds afghanische Kämpfer in einer vorteilhaften Ausgangsposition sind, flüchten sie, als der Moguloffizier Qaya Khan mit seiner Armee erscheint. Garhi fällt nahezu kampflos an die Angreifer. – Auf dieser Seite ist zu sehen, wie die Verteidiger in aller Eile versuchen, ihre Ausrüstung und Vorräte in Sicherheit zu bringen, bevor die Angreifer landen. Bildgröße 22,7 × 12,7 cm. In einem Rahmen des Farhang-i Jahāngīrī. | B III: 152 P III: 108 Th V: 322                                              | k. A.                               | Dublin, Chester Beatty Library 61.12                                                                   |
| 148 444v                            |                                     | Akbar hatte sich nach der Einnahme von Patna nach Delhi zurückbegeben und Munʿim Khan mit der weiteren Eroberung Bengalens betraut. Da'ud war nach Odisha geflohen. Da er jedoch Nachrichten von der Ermüdung der gegnerischen Truppen erhalten hatte, wagte er am 3. März 1575 eine kraftvolle Offensive in Tukaroi, das etwa 40 km südlich von Medinipur liegt. Dieses herausgelöste Folio ist eines der wenigen mit Originaltext auf der Rückseite. – Rechte Hälfte einer doppelseitigen Komposition mit 149 . | B III: 179 P III: 126 Th V 372-76                                            | (Manohar)                           | Washington, Freer Gallery of Art F1954.30                                                              |
| 149 445r                            |                                     | Khankhanan Munʿim Khan in der Schlacht von Tukaroi gegen Da'ud am 3. März 1575. – Munʿim Khan war von dem unerwartet schnellen Angriff überrascht und wurde verwundet, doch nach ersten Erfolgen für Da'ud gelang es durch das beherzte Eingreifen Todar Mals, die Gegner zurückzuschlagen. Die Nachricht vom Tod ihres Generals Gujar Khan veranlasste schließlich die Bengalen zur Flucht, von den Moguln „mit gezogenen Schwertern“ verfolgt. – Diese Illustration gehört zu den wenigen, die in der Handschrift verblieben sind, weil sowohl Vorder- als auch Rückseite des Folios illustriert sind. | B III: 179 P III: 126 Th V: 374–77                                           | Manohar                             | Dublin, Chester Beatty Library Ms In03.214r                                                            |
| 150 445v                            |                                     | Nach der Schlacht von Tukaroi lässt Munʿim Khan die Gefangenen enthaupten und „zur Mahnung“ aus den Köpfen acht Minarette errichten. – Dieses Bild befindet sich auf der Rückseite der vorangehenden Illustration 149. | B III: 179 P III: 126 Th V: 376–77                                           | Manohar                             | Dublin, Chester Beatty Library Ms In03.214v                                                            |
| 20. Regierungsjahr Akbars 1575-1576 |                                     | |                                                                              |                                     | |
| 151 447v                            |                                     | Da'ud vor Munʿim Khan. – Nach seiner völligen Niederlage flieht Da'ud zunächst nach Cuttack, wo er sich aber schließlich ergeben muss. Am 12. April 1575 unterwirft er sich Munʿim Khan in einer offiziellen Zeremonie. Er erhält einen großzügigen Teil von Odisha als Lehen, muss aber seinen Neffen als Geisel an den Mogulhof schicken. Auf dem Bild ist zu sehen, wie Da'ud gerade ein Ehrengewand von Akbar anzieht und damit dessen Oberherrschaft annimmt. – Bildgröße 23.8 × 12.3 cm. In einem Rahmen des Farhang-i Jahāngīrī. | B III: 185 P III: 130–31 Th V: 388-89                                        | (Hiranand)                          | Washington, Freer Gallery of Art F1952.31                                                              |
| 152 450v                            |                                     | Neuerliche Eroberung von Hajipur. – Nachdem hunderte Soldaten bei einem Ausbruch der Pest in Gaur (Bengalen) 1575 gestorben waren, zogen sich die Moguln Hals über Kopf nach Bhagalpur zurück. Da'ud und sein Cousin Junaid Karrani nutzten die Gelegenheit, eroberten große Teile Bengalens zurück und brachten schließlich auch die Festung von Hajipur wieder in ihre Gewalt, die sie ein Jahr zuvor verloren hatten. Muzaffar Khan, der von Akbar als Gouverneur der Region eingesetzt worden war, versucht die Burg zurückzuerobern. Er ist der Reiter, der hier die Männer in Booten losschickt. 19,2 × 12,4 cm. Rechte Hälfte einer Doppelseite mit 153. In einem Rahmen des Farhang-i Jahāngīrī. | B III: 193–94 P III:137 Th V: 407–09                                         | k. A.                               | Kopenhagen, The David Collection 16/1980                                                               |
| 153 451r                            |                                     | Um die Festung Hajipur zu erobern, werden 300 Kämpfer in der Nacht mit Booten über den Fluss Gandak gebracht, die den Gegner am nächsten Morgen vom Land her attackieren, wenn die übrigen Mogultruppen von Booten aus angreifen. – Das Bild zeigt die in Booten fliehenden Bengalen. – Linke Hälfte einer Doppelseite mit 152. Bildgröße 19 × 12,7 cm. In einem Rahmen des Farhang-i Jahāngīrī. | B III: 193–94 P III:137 Th V: 407–09                                         | k. A.                               | Virginia Museum of Fine Arts, The Nasli and Alice Heeramaneck Collection, Gift of Paul Mellon, 68.8.49 |
| 154 460                             | fehlt                               | Wahrscheinlich war auf diesem fehlenden Folio der prachtvolle Empfang von Mirza Sulayman aus Badakhshan illustriert. Er ist von seinem Enkelsohn aus Badakhshan vertrieben worden und will nun Akbar um Hilfe für die Rückeroberung seines Landes bitten. | B III: 222–24 P III: 157–58 Th V: 468–472                                    |                                     | unbekannt                                                                                              |
| 21. Regierungsjahr Akbars 1576-1577 |                                     | |                                                                              |                                     | |
| 155 464v                            |                                     | Shahbaz Khan belagert die Festung von Dunara. – Im April 1576 schickt Akbar Truppen in die Provinz von Ajmer, um Rao Chandrasen, den Rana von Marwar, zu unterwerfen. Dieser hat sich auf der Burg Siwana verschanzt. Auf dem Weg dorthin muss die kaiserliche Armee jedoch zunächst die Festung Dunara erobern. – Shahbaz Khan kniet in zentraler Position mit hellrotem Gewand, die von ihm angelegten überdachten Gänge (pers. sābāṭ), laufen gut sichtbar in zickzackform im oberen Teil der Illustration. | B III: 237–38 P III: 167 Th V: 498–99                                        | Dharmdās                            | Dublin, Chester Beatty Library In 03.226                                                               |
| 156 465r                            |                                     | Die Festung Dunara ist in der Hand der Rathor, eines Rajputenclans, dem auch Rao Chandrasen angehört. Schon zehn Jahre später wird durch die Heirat von Prinz Salim und Manavati, der Tochter des Mota Raja Udai Singh von Marwar, das Haus der Moguln mit dem der Rathor verbunden. | B III: 237–38 P III: 167 Th V: 498–99                                        | Khem Karan                          | Dublin, Chester Beatty Library 03.227                                                                  |
| 157 468v                            |                                     | Schlacht gegen Rana Pratap Singh Sisodiya von Mewar am 18. Juni 1576. – Auf dem Weg nach Gogunda, der damaligen Hauptstadt von Mewar, werden die Mogultruppen am Hohlweg von Haldighat von der Armee des Rana angegriffen. Insbesondere die Elefantenkämpfe in dieser Schlacht werden sowohl von Abu 'l-Fazl als auch von ʿAbd al-Qadir Bada'uni als besonders spektakulär geschildert. Einer dieser Kämpfe ist auf der vorliegenden Illustration dargestellt, allerdings lassen sich Text und Bild nicht recht miteinander verbinden. Laut Abu 'l-Fazl hat Ram Prashad, der Hauptelefant von Rana Pratap, schon fast den Elefanten Ranmadar von Akbar besiegt, als Ram Prashads Elefantenführer von einem Pfeil getroffen zu Boden fällt. Auf Bild 155 ist aber auf beiden Tieren ein Elefantenführer zu sehen, obwohl einer nun führerlos hätte sein müssen. Möglicherweise muss man hier den spannungsreichen Bericht des Gelehrten Bada'uni hinzuziehen, der persönlich bei dieser Schlacht zugegen war. Er beschreibt nämlich, dass einer der Leibwächter von General Man Singh von einem der kaiserlichen Elefanten zu Ram Prashad hinüberspringt und diesen dann gegen die Armee von Mewar führt. Der Elefantenführer links im Bild soll also möglicherweise ein Soldat der Mogularmee auf Ram Prashad sein, der die Rajputen von Mewar mit ihrem eigenen Elefanten bekämpft. – Bildgröße 21,2 × 12,2 cm. In einem Rahmen des Farhang-i Jahāngīrī. | B III: 245–46 P III: 175 Th V: 520–21                                        | k.a.                                | Dublin, Chester Beatty Library 61.11                                                                   |
| 158 469                             |                                     | Auch wenn Rana Pratap Singh entkommen konnte, war die Schlacht von Haldighat ein wichtiger Sieg für die Mogularmee. Am 23. Juni 1576 kann Maulana ʿAbd al-Qadir Bada'uni mit großer Beute, vor allem mit dem Elefanten Ram Prashad, Akbar die Siegesmeldung zusammen mit einem Bericht von der Schlacht überbringen. Dass der Mogulherrscher selbst ihn zum Überbringer der Siegesnachricht bestimmt hat, berichtet neben Abu 'l-Fazl auch Bada'uni. Das Bild zeigt daher wahrscheinlich Bada'uni, mit grünem Mantel und großem weißen Turban, vor Akbar. Die Schriftrolle in seiner Hand dürfte folglich der Bericht von der Schlacht sein. In einem Rahmen des Farhang-i Jahāngīrī. Bildgröße 26,1 × 14,2 cm. | B III: 247 P III: 176 Th V: 523                                              | (Manohar)                           | Washington, Freer Gallery of Art F1960.28                                                              |
| 159 470v                            |                                     | Am 22. Juli 1576 begibt sich Akbar auf den Weg nach Bengalen, um dort den Kampf gegen Da'ud voranzutreiben. Noch am selben Tag erreicht ein Bote aus dem Osten den Hof, Sayyid ʿAbdullah Khan, der Nachrichten vom Sieg der Mogularmee und der Rückeroberung Bengalens bringt. Zum Beweis hat er den Kopf Da'uds dabei, den er in den Vorraum des Thronbereiches wirft. – Sayyid ʿAbdullah Khan ist wahrscheinlich der bärtige Mann, der auf dem Podest vor Akbar steht und soeben seine Nachricht überbringt. Im vorderen Bildbereich hat der Maler den Kopf Da'uds so platziert, wie im Text vorgegeben. | B III: 249 P III: 177–78 Th V: 528–531                                       | ʿInayat Khānazād                    | Dublin, Chester Beatty Library In 03.230                                                               |
| 160 473r                            |                                     | Eine Rückblende im Text berichtet von der letzten Schlacht gegen Sultan Da'ud von Bengalen. Am 12. Juli 1576 gelingt es der Mogularmee unter General Khan Jahan, die Armee der Bengalen vollkommen zu besiegen und Da'ud gefangen zu nehmen. Der Kopf des Sultans wird von Sayyid ʿAbdullah Khan zu Akbar gebracht. – Wir sehen in der Mitte des Bildes Da'ud, der von Khan Jahan befragt wird. Bildgröße 24,1 × 13,1 cm. Das Bild ist oder war von einem Rahmen des Farhang-i Jahāngīrī umgeben. | B III: 255 P III: 182 Th V: 544                                              | (Sānvala)                           | Paris, Fondation Custodia 1973-T. 5                                                                    |
| 22. Regierungsjahr Akbars 1577-1578 |                                     | |                                                                              |                                     | |
| 161 486v                            |                                     | Am 16. September 1577 besucht Akbar den Schrein von Muinuddin Chishti in Ajmer. – Bildgröße 17,4 × 12,5 cm. Das Blatt ist von einem Rahmen aus dem Farhang-i Jahāngīrī umgeben. | B III: 302–03 P III:215–16 Th V: 640–45                                      | k. A.                               | Dublin, Chester Beatty Library 61.9                                                                    |
| 162 487r                            |                                     | Am 5. Rajab 985 (18. September 1577), Akbars 36. Geburtstag nach dem Mondkalender, wird der Padischah gegen Gold und andere wertvolle Dinge gewogen, die dann an Bedürftige verteilt werden. – Bis zur großen Kalenderreform 1582, in der der Sonnenkalender im Mogulreich eingeführt wurde, ließ Akbar sich alljährlich an seinem Geburtstag nach dem islamischen Kalender wiegen. Ab 1582 wurde die Wiege-Zeremonie auch an seinem Geburtstag gemäß dem Sonnenkalender abgehalten. Abu 'l Fazl schildert das Ritual im Āʾīn-i Akbarī Unmittelbar vor Akbars ausgestreckter Rechten steht Raja Todar Mal. Er ist mehrfach abgebildet worden und Bild 197 im Victoria-and-Albert-Akbar-nāma ist mit seinem Namen versehen. | B III: 304 P III: 216 Th V: 646                                              | Mukund Porträts: Narsingh           | Dublin, Chester Beatty Library In 03.245                                                               |
| 163 489v                            |                                     | Am 8. November 1577 erreichen Gesandte des Qutb-Schāhī-Sultanats das Gebiet von Amber und treffen dort auf Akbar. Sie bringen dem Mogulherrscher kostbare Geschenke, im Akbar-nāma als peshkash bezeichnet, obwohl der Herrscher von Golkonda keineswegs tributpflichtig war. Die Besucher vom Dekkan sind an ihren kegelförmigen Turbanen zu erkennen, die sich deutlich von der Kopfbedeckung der Moguln unterscheidet. | B III: 310 P III: 221 Th V: 660–61                                           | Mīr Taqī                            | Dublin, Chester Beatty Library In 03.247                                                               |
| 164 490r                            |                                     | Zu den Geschenken aus dem Dekkan gehörte auch der Elefant Fath-i Mubarak, der laut Abu'l Fazl außerordentlich wild gewesen sein soll, so dass auch die erfahrensten Elefantenführer ihn kaum reiten konnten. Akbar habe die Gesandten vollkommen verblüfft, weil er Fath-i Mubarak behände bestiegen und mühelos unter Kontrolle gebracht habe. | B III: 310 P III: 221 Th V: 660–61                                           | Mīr Taqī                            | Dublin, Dublin, Chester Beatty Library In 03.248                                                       |
| 165 494v                            |                                     | Am 15. Dezember 1577 führt Sadiq Khan die Mogultruppen in die entscheidende Schlacht gegen Raja Madhukar von Orchha. Mit dem Sieg über den Raja ist nun auch der Rajputenclan der Bundela unterworfen. | B III: 326 P III: 230–31 Th V: 690–91                                        | ʿamal Khem Karan                    | Dublin, Dublin, Chester Beatty Library In 03.252                                                       |
| 166 495v                            |                                     | Akbar bei einer Jagd am 6. Januar 1578 in der Gegend von Hissar Firoza. Bildgröße 19,1 × 12,4 cm. | B III: 328 P III: 231 Th V: 690–95                                           | k. A.                               | New York, Metropolitan Museum of Art, Acc. No 11.39.2                                                  |
| 23. Regierungsjahr Akbars 1578-1579 |                                     | |                                                                              |                                     | |
| 167 498v                            |                                     | Rana Pratap Singh war bei der Schlacht von Haldighat (Bild 157) entkommen. Entschlossen, den Rana endgültig zu stürzen, entsendet Akbar den Feldherrn Shahbaz Khanwar zu einem neuen Feldzug nach Mewar. | B III: 339–40 P III: 238 Th VI: 8–9                                          | Dharmdās                            | Dublin, Chester Beatty Library In 03.255                                                               |
| 168 499                             |                                     | Am 3. April 1578 gelingt den Mogultruppen die Einnahme der Festung von Kumbhalmer. – Gogunda und Udaipur werden ebenfalls bald eingenommen. Rana Pratap Singh kann jedoch erneut fliehen. Bis zu seinem Lebensende 1597 erobert er sogar große Teile seines Landes zurück. | B III: 339–40 P III: 238 Th VI: 8–9                                          | Khem Karan                          | Dublin, Chester Beatty Library In 03.256                                                               |
| 169 506v                            |                                     | Akbars Interesse am Christentum begann etwa 1576 mit seinem ersten Kontakt zu einem portugiesischen Kaufmann, der den Mogulkaiser um Handelskonzessionen ersuchte. Um mehr über die fremde Religion zu erfahren, bat Akbar im jesuitischen Collegium St. Paul in Goa um die Entsendung zweier gelehrter Patres, die ihm die Hauptbücher ihres Glaubens mitbringen sollten. Die erste von insgesamt drei Jesuiten-Missionen erreichte Fatehpur Sikri Ende Februar 1580. Sie wurde angeführt von dem Italiener Pater Rudolfo Acquaviva, der von dem Portugiesen Antonio Monserrate und Francis Henriques, einem konvertierten Perser, der als Sprachmittler fungierte, begleitet wurde. Akbar ließ Diskussionen zwischen den Jesuiten und Vertretern des Islam abhalten, die allerdings erst 1580 stattfanden. Abu 'l Fazl setzt den Bericht darüber zu früh an. | B III: 368 P III: 254 Th VI:58                                               | Narsingh                            | Dublin, Chester Beatty Library In 03.263                                                               |
| 170 507r                            |                                     | Es handelt sich bei diesem Bild sehr wahrscheinlich um die linke Hälfte einer Doppelseite mit Bild 169. Sowohl Bildinhalt als auch Bildgröße, 22,7 x 12,7 cm sprechen dafür, dass die beiden Teile eine Einheit bilden. Dass diese Miniatur dennoch nicht recht zur rechten Seite zu passen scheint, kann an der Aufnahmequalität liegen oder auch daran, dass es nicht von Narsingh, sondern von einem anderen Maler stammt. – Das Blatt ist von einem Rahmen aus dem Farhang-i Jahāngīrī umgeben. | B III: 368 P III: 254 Th VI: 58                                              | k. A.                               | Verkauf über Sotheby's New York 1982 Verbleib unbekannt                                                |
| 24. Regierungsjahr Akbars 1579-1580 |                                     | |                                                                              |                                     | |
| 171 512v                            |                                     | Akbar ernennt Muzaffar Khan Turbati zum neuen Gouverneur von Bengalen. Eine Anzahl weiterer Personen wird mit administrativen Aufgaben betraut und dem neuen Gouverneur zur Seite gestellt. Sie alle erhalten kostbare Gewänder (khilʿat) und ein Pferd aus dem kaiserlichen Stall. Am 14. März 1579 machen sie sich auf die Reise nach Osten. | B III: 386 P III: 265–66 Th VI: 94–97                                        | ʿInayat                             | Dublin, Chester Beatty Library In 03.268                                                               |
| 172 513r                            |                                     | Auf dieser linken Hälfte zu Bild 169 hat der unbekannte Maler das rege Treiben auf dem Audienzhof wiedergegeben: Von links kommen Diener mit Tabletts heran, auf denen unbekannte Dinge von kostbaren Tüchern vor Verunreinigung geschützt werden. Ein bihishti ist mit seinem Wasserbeutel unterwegs und etwa in der Mitte scheint sich jemand das neue Ehrengewand anzuziehen, das er vermutlich gerade vom Padischah erhalten hat. Vorn sind zwei Elefanten zu sehen, denen ein Mann mit charkhī vorangeht, mit der er notfalls die Dickhäuter zurückdrängen kann. Durch die Oxidation der Pigmente sind viele Gesichter grau und schwarz angelaufen. – Bildgröße 24,2 × 13 cm. In einem Rahmen des Farhang-i Jahāngīrī. Auch wenn die wenigen Worte oben rechts von der Edition leicht abweichen, lassen sie sich doch eindeutig im Text identifizieren, so dass die Seite ohne Zweifel Bild 172 ist. | B III: 386 P III: 266, 5. Zeile Th VI: 96, 1. und 2. Zeile                   | k. A.                               | ehemals Hans Peter Kraus Collection, Verbleib unbekannt                                                |